# Llista d'asteroides (316001-317000)
Llista d'asteroides del 316.001 al 317.000, amb data de descoberta i descobridor. És un fragment de la llista d'asteroides completa. Als asteroides se'ls dona un número quan es confirma la seva òrbita, per tant apareixen llistats aproximadament segons la data de descobriment.

## 316001-316100
| Nom                | Designació provisional | Data de descobriment   | Lloc de descobriment | Descobridor/s          |
| ------------------ | ---------------------- | ---------------------- | -------------------- | ---------------------- |
| 316001             | 2009 EN4               | 15 de març de 2009     | La Sagra             | La Sagra               |
| 316002             | 2009 EK13              | 15 de març de 2009     | Catalina             | CSS                    |
| 316003             | 2009 ED16              | 15 de març de 2009     | Kitt Peak            | Spacewatch             |
| 316004             | 2009 EV17              | 15 de març de 2009     | Kitt Peak            | Spacewatch             |
| 316005             | 2009 EC21              | 15 de març de 2009     | La Sagra             | La Sagra               |
| 316006             | 2009 EN22              | 2 de març de 2009      | Mount Lemmon         | Mt. Lemmon Survey      |
| 316007             | 2009 EU25              | 7 de març de 2009      | Mount Lemmon         | Mt. Lemmon Survey      |
| 316008             | 2009 FQ1               | 16 de març de 2009     | La Sagra             | La Sagra               |
| 316009             | 2009 FE3               | 18 de març de 2009     | Mayhill              | A. Lowe                |
| 316010 Daviddubey  | 2009 FC5               | 19 de març de 2009     | Mayhill              | N. Falla               |
| 316011             | 2009 FC16              | 17 de març de 2009     | Kitt Peak            | Spacewatch             |
| 316012             | 2009 FE17              | 16 de març de 2009     | La Sagra             | La Sagra               |
| 316013             | 2009 FQ17              | 17 de març de 2009     | La Sagra             | La Sagra               |
| 316014             | 2009 FJ19              | 19 de març de 2009     | Hibiscus             | N. Teamo               |
| 316015             | 2009 FC21              | 19 de març de 2009     | Mount Lemmon         | Mt. Lemmon Survey      |
| 316016             | 2009 FO21              | 22 de març de 2009     | Vicques              | M. Ory                 |
| 316017             | 2009 FS22              | 19 de març de 2009     | Kitt Peak            | Spacewatch             |
| 316018             | 2009 FC24              | 19 de març de 2009     | La Sagra             | La Sagra               |
| 316019             | 2009 FY24              | 22 de març de 2009     | La Sagra             | La Sagra               |
| 316020 Linshuhow   | 2009 FV29              | 21 de març de 2009     | Lulin                | LUSS                   |
| 316021             | 2009 FP30              | 25 de març de 2009     | Sierra Stars         | F. Tozzi               |
| 316022             | 2009 FF36              | 26 de març de 2009     | Mount Lemmon         | Mt. Lemmon Survey      |
| 316023             | 2009 FL37              | 24 de març de 2009     | Mount Lemmon         | Mt. Lemmon Survey      |
| 316024             | 2009 FA39              | 21 de març de 2009     | Catalina             | CSS                    |
| 316025             | 2009 FU41              | 26 de març de 2009     | Mount Lemmon         | Mt. Lemmon Survey      |
| 316026             | 2009 FS42              | 28 de març de 2009     | Kitt Peak            | Spacewatch             |
| 316027             | 2009 FE45              | 27 de març de 2009     | Kitt Peak            | Spacewatch             |
| 316028 Patrickwils | 2009 FR45              | 31 de març de 2009     | Uccle                | P. De Cat              |
| 316029             | 2009 FC46              | 28 de març de 2009     | Kitt Peak            | Spacewatch             |
| 316030             | 2009 FF47              | 28 de març de 2009     | Kitt Peak            | Spacewatch             |
| 316031             | 2009 FN48              | 24 de març de 2009     | Mount Lemmon         | Mt. Lemmon Survey      |
| 316032             | 2009 FX53              | 29 de març de 2009     | Mount Lemmon         | Mt. Lemmon Survey      |
| 316033             | 2009 FW63              | 29 de març de 2009     | Kitt Peak            | Spacewatch             |
| 316034             | 2009 FL67              | 19 de març de 2009     | Mount Lemmon         | Mt. Lemmon Survey      |
| 316035             | 2009 FK68              | 18 d'octubre de 2007   | Kitt Peak            | Spacewatch             |
| 316036             | 2009 FC69              | 16 de març de 2009     | Kitt Peak            | Spacewatch             |
| 316037             | 2009 FK71              | 31 de març de 2009     | Mount Lemmon         | Mt. Lemmon Survey      |
| 316038             | 2009 FH76              | 26 de març de 2009     | Kitt Peak            | Spacewatch             |
| 316039             | 2009 GB3               | 14 d'abril de 2009     | Vicques              | M. Ory                 |
| 316040             | 2009 HX                | 16 d'abril de 2009     | Catalina             | CSS                    |
| 316041             | 2009 HH1               | 17 d'abril de 2009     | Kitt Peak            | Spacewatch             |
| 316042 Tilofranz   | 2009 HP2               | 19 d'abril de 2009     | Tzec Maun            | E. Schwab              |
| 316043             | 2009 HY2               | 16 d'abril de 2009     | Catalina             | CSS                    |
| 316044             | 2009 HQ7               | 17 d'abril de 2009     | Kitt Peak            | Spacewatch             |
| 316045             | 2009 HA8               | 17 d'abril de 2009     | Kitt Peak            | Spacewatch             |
| 316046             | 2009 HC16              | 18 d'abril de 2009     | Kitt Peak            | Spacewatch             |
| 316047             | 2009 HN25              | 17 d'abril de 2009     | Catalina             | CSS                    |
| 316048             | 2009 HO41              | 20 d'abril de 2009     | Kitt Peak            | Spacewatch             |
| 316049             | 2009 HT41              | 20 d'abril de 2009     | Kitt Peak            | Spacewatch             |
| 316050             | 2009 HQ45              | 21 d'abril de 2009     | La Sagra             | La Sagra               |
| 316051             | 2009 HV45              | 21 d'abril de 2009     | La Sagra             | La Sagra               |
| 316052             | 2009 HP52              | 17 d'abril de 2009     | Catalina             | CSS                    |
| 316053             | 2009 HK53              | 19 d'abril de 2009     | Catalina             | CSS                    |
| 316054             | 2009 HH54              | 20 d'abril de 2009     | Kitt Peak            | Spacewatch             |
| 316055             | 2009 HB57              | 22 d'abril de 2009     | Kitt Peak            | Spacewatch             |
| 316056             | 2009 HS57              | 24 d'abril de 2009     | Tzec Maun            | S. Karge               |
| 316057             | 2009 HS60              | 28 d'agost de 2006     | Catalina             | CSS                    |
| 316058             | 2009 HA61              | 20 d'abril de 2009     | Mount Lemmon         | Mt. Lemmon Survey      |
| 316059             | 2009 HC64              | 22 d'abril de 2009     | Kitt Peak            | Spacewatch             |
| 316060             | 2009 HP65              | 23 de novembre de 2006 | Mount Lemmon         | Mt. Lemmon Survey      |
| 316061             | 2009 HL75              | 28 d'abril de 2009     | Catalina             | CSS                    |
| 316062             | 2009 HQ77              | 23 d'abril de 2009     | La Sagra             | La Sagra               |
| 316063             | 2009 HT77              | 23 d'abril de 2009     | La Sagra             | La Sagra               |
| 316064             | 2009 HB80              | 27 d'abril de 2009     | Purple Mountain      | PMO NEO Survey Program |
| 316065             | 2009 HR80              | 28 d'abril de 2009     | Catalina             | CSS                    |
| 316066             | 2009 HA83              | 26 d'abril de 2009     | Siding Spring        | Siding Spring Survey   |
| 316067             | 2009 HC83              | 27 d'abril de 2009     | Kitt Peak            | Spacewatch             |
| 316068             | 2009 HO94              | 28 d'abril de 2009     | Cerro Burek          | Cerro Burek            |
| 316069             | 2009 HG98              | 20 d'abril de 2009     | Kitt Peak            | Spacewatch             |
| 316070             | 2009 HR98              | 28 d'abril de 2009     | Mount Lemmon         | Mt. Lemmon Survey      |
| 316071             | 2009 HZ98              | 21 d'abril de 2009     | Kitt Peak            | Spacewatch             |
| 316072             | 2009 HW99              | 22 d'abril de 2009     | Mount Lemmon         | Mt. Lemmon Survey      |
| 316073             | 2009 HX101             | 18 d'abril de 2009     | Kitt Peak            | Spacewatch             |
| 316074             | 2009 HX106             | 24 d'abril de 2009     | Mount Lemmon         | Mt. Lemmon Survey      |
| 316075             | 2009 JD7               | 13 de maig de 2009     | Mount Lemmon         | Mt. Lemmon Survey      |
| 316076             | 2009 JC11              | 14 de maig de 2009     | Kitt Peak            | Spacewatch             |
| 316077             | 2009 JO12              | 15 de maig de 2009     | La Sagra             | La Sagra               |
| 316078             | 2009 JZ13              | 2 de maig de 2009      | Cerro Burek          | Cerro Burek            |
| 316079             | 2009 JV16              | 14 de maig de 2009     | Kitt Peak            | Spacewatch             |
| 316080             | 2009 KD                | 16 de maig de 2009     | Vicques              | M. Ory                 |
| 316081             | 2009 KY                | 16 de maig de 2009     | Dauban               | F. Kugel               |
| 316082             | 2009 KB3               | 20 de maig de 2009     | Mayhill              | A. Lowe                |
| 316083             | 2009 KZ3               | 24 de maig de 2009     | Catalina             | CSS                    |
| 316084             | 2009 KT8               | 26 de maig de 2009     | Andrushivka          | Andrushivka            |
| 316085             | 2009 KT9               | 25 de maig de 2009     | Kitt Peak            | Spacewatch             |
| 316086             | 2009 KU9               | 25 de maig de 2009     | Kitt Peak            | Spacewatch             |
| 316087             | 2009 KB13              | 25 de maig de 2009     | Kitt Peak            | Spacewatch             |
| 316088             | 2009 KH13              | 25 de maig de 2009     | Kitt Peak            | Spacewatch             |
| 316089             | 2009 KH15              | 26 de maig de 2009     | Catalina             | CSS                    |
| 316090             | 2009 KW28              | 31 de maig de 2009     | Catalina             | CSS                    |
| 316091             | 2009 KC29              | 27 de maig de 2009     | Mount Lemmon         | Mt. Lemmon Survey      |
| 316092             | 2009 KT30              | 20 de maig de 2009     | Sierra Stars         | R. Matson              |
| 316093             | 2009 LB1               | 12 de juny de 2009     | Catalina             | CSS                    |
| 316094             | 2009 LA7               | 15 de juny de 2009     | Mount Lemmon         | Mt. Lemmon Survey      |
| 316095             | 2009 MX4               | 16 de gener de 2008    | Kitt Peak            | Spacewatch             |
| 316096             | 2009 NQ1               | 14 de juny de 2009     | Kitt Peak            | Spacewatch             |
| 316097             | 2009 OW                | 18 de juliol de 2009   | Tiki                 | N. Teamo               |
| 316098             | 2009 OO1               | 19 de juliol de 2009   | Vallemare Borbon     | V. S. Casulli          |
| 316099             | 2009 OU3               | 16 de juliol de 2009   | La Sagra             | La Sagra               |
| 316100             | 2009 OG5               | 25 de juliol de 2009   | La Sagra             | La Sagra               |

## 316101-316200
| Nom                 | Designació provisional | Data de descobriment   | Lloc de descobriment | Descobridor/s                  |
| ------------------- | ---------------------- | ---------------------- | -------------------- | ------------------------------ |
| 316101              | 2009 OP13              | 27 de juliol de 2009   | Kitt Peak            | Spacewatch                     |
| 316102              | 2009 OE14              | 14 de juliol de 2009   | Kitt Peak            | Spacewatch                     |
| 316103              | 2009 OQ17              | 28 de juliol de 2009   | Kitt Peak            | Spacewatch                     |
| 316104              | 2009 OP18              | 23 de juny de 2009     | Mount Lemmon         | Mt. Lemmon Survey              |
| 316105              | 2009 OV24              | 31 de juliol de 2009   | Catalina             | CSS                            |
| 316106              | 2009 PM                | 12 d'agost de 2009     | Sandlot              | G. Hug                         |
| 316107              | 2009 PM3               | 10 de desembre de 2005 | Kitt Peak            | Spacewatch                     |
| 316108              | 2009 PO4               | 14 d'agost de 2009     | La Sagra             | La Sagra                       |
| 316109              | 2009 PL5               | 15 d'agost de 2009     | La Sagra             | La Sagra                       |
| 316110              | 2009 PF9               | 15 d'agost de 2009     | Kitt Peak            | Spacewatch                     |
| 316111              | 2009 PY10              | 15 d'agost de 2009     | Socorro              | LINEAR                         |
| 316112              | 2009 PA15              | 15 d'agost de 2009     | Catalina             | CSS                            |
| 316113              | 2009 PV16              | 15 d'agost de 2009     | Catalina             | CSS                            |
| 316114              | 2009 QY5               | 18 d'agost de 2009     | Calvin-Rehoboth      | L. A. Molnar                   |
| 316115              | 2009 QL13              | 16 d'agost de 2009     | Kitt Peak            | Spacewatch                     |
| 316116              | 2009 QN13              | 16 d'agost de 2009     | Kitt Peak            | Spacewatch                     |
| 316117              | 2009 QT21              | 20 d'agost de 2009     | La Sagra             | La Sagra                       |
| 316118              | 2009 QY22              | 20 d'agost de 2009     | La Sagra             | La Sagra                       |
| 316119              | 2009 QL26              | 20 d'agost de 2009     | Magasa               | Osservatorio Cima Rest         |
| 316120              | 2009 QM26              | 21 d'agost de 2009     | Sandlot              | G. Hug                         |
| 316121              | 2009 QN27              | 28 de juliol de 2009   | Kitt Peak            | Spacewatch                     |
| 316122              | 2009 QP31              | 21 d'agost de 2009     | La Sagra             | La Sagra                       |
| 316123              | 2009 QT35              | 25 d'agost de 2009     | Sandlot              | G. Hug                         |
| 316124              | 2009 QH47              | 28 d'agost de 2009     | La Sagra             | La Sagra                       |
| 316125              | 2009 QB54              | 19 d'agost de 2009     | Kitt Peak            | Spacewatch                     |
| 316126              | 2009 RG30              | 14 de setembre de 2009 | Catalina             | CSS                            |
| 316127              | 2009 RY34              | 14 de setembre de 2009 | Kitt Peak            | Spacewatch                     |
| 316128              | 2009 RB57              | 15 de setembre de 2009 | Kitt Peak            | Spacewatch                     |
| 316129              | 2009 RH64              | 15 de setembre de 2009 | Kitt Peak            | Spacewatch                     |
| 316130              | 2009 RA74              | 15 de setembre de 2009 | Kitt Peak            | Spacewatch                     |
| 316131              | 2009 SW15              | 19 de setembre de 2009 | Bisei SG Center      | BATTeRS                        |
| 316132              | 2009 SO19              | 22 de setembre de 2009 | Taunus               | S. Karge, R. Kling             |
| 316133              | 2009 SX33              | 25 d'octubre de 1997   | Caussols             | ODAS                           |
| 316134              | 2009 SV43              | 16 de setembre de 2009 | Kitt Peak            | Spacewatch                     |
| 316135              | 2009 SX65              | 17 de setembre de 2009 | Kitt Peak            | Spacewatch                     |
| 316136              | 2009 SC99              | 10 de desembre de 2005 | Kitt Peak            | Spacewatch                     |
| 316137              | 2009 SM131             | 18 de setembre de 2009 | Kitt Peak            | Spacewatch                     |
| 316138              | 2009 SL170             | 26 de setembre de 2009 | Saint-Sulpice        | B. Christophe                  |
| 316139              | 2009 SH237             | 15 d'abril de 2007     | Mount Lemmon         | Mt. Lemmon Survey              |
| 316140              | 2009 SY239             | 17 de setembre de 2009 | Catalina             | CSS                            |
| 316141              | 2009 SM248             | 16 de setembre de 2009 | Kitt Peak            | Spacewatch                     |
| 316142              | 2009 SL280             | 25 de setembre de 2009 | Kitt Peak            | Spacewatch                     |
| 316143              | 2009 SL287             | 25 de setembre de 2009 | Kitt Peak            | Spacewatch                     |
| 316144              | 2009 SD304             | 16 de setembre de 2009 | Kitt Peak            | Spacewatch                     |
| 316145              | 2009 SC330             | 25 de març de 2007     | Mount Lemmon         | Mt. Lemmon Survey              |
| 316146              | 2009 SV347             | 16 de setembre de 2009 | Kitt Peak            | Spacewatch                     |
| 316147              | 2009 SM348             | 16 de setembre de 2009 | Mount Lemmon         | Mt. Lemmon Survey              |
| 316148              | 2009 SK352             | 22 de setembre de 2009 | Mount Lemmon         | Mt. Lemmon Survey              |
| 316149              | 2009 ST355             | 25 de setembre de 2009 | Kitt Peak            | Spacewatch                     |
| 316150              | 2009 SW355             | 29 de setembre de 2009 | Mount Lemmon         | Mt. Lemmon Survey              |
| 316151              | 2009 SJ356             | 16 de setembre de 2009 | Kitt Peak            | Spacewatch                     |
| 316152              | 2009 SV361             | 30 de setembre de 2009 | Mount Lemmon         | Mt. Lemmon Survey              |
| 316153              | 2009 TZ24              | 14 d'octubre de 2009   | Catalina             | CSS                            |
| 316154              | 2009 TP39              | 14 d'octubre de 2009   | La Sagra             | La Sagra                       |
| 316155              | 2009 TW41              | 15 d'octubre de 2009   | La Sagra             | La Sagra                       |
| 316156              | 2009 UW4               | 18 d'octubre de 2009   | Bisei SG Center      | BATTeRS                        |
| 316157              | 2009 UT13              | 18 d'octubre de 2009   | Kitt Peak            | Spacewatch                     |
| 316158              | 2009 UW26              | 21 d'octubre de 2009   | Catalina             | CSS                            |
| 316159              | 2009 UH29              | 18 d'octubre de 2009   | Mount Lemmon         | Mt. Lemmon Survey              |
| 316160              | 2009 UW51              | 24 d'agost de 2008     | Kitt Peak            | Spacewatch                     |
| 316161              | 2009 UT76              | 25 d'abril de 2003     | Kitt Peak            | Spacewatch                     |
| 316162              | 2009 UE108             | 23 d'octubre de 2009   | Kitt Peak            | Spacewatch                     |
| 316163              | 2009 VE46              | 9 de novembre de 2009  | Kitt Peak            | Spacewatch                     |
| 316164              | 2009 VM71              | 10 de novembre de 2009 | Kitt Peak            | Spacewatch                     |
| 316165              | 2009 VP110             | 31 de març de 2003     | Kitt Peak            | Spacewatch                     |
| 316166              | 2009 WQ1               | 16 de novembre de 2009 | Kitt Peak            | Spacewatch                     |
| 316167              | 2009 WM29              | 16 de novembre de 2009 | Mount Lemmon         | Mt. Lemmon Survey              |
| 316168              | 2009 WA57              | 16 de novembre de 2009 | Mount Lemmon         | Mt. Lemmon Survey              |
| 316169              | 2009 WQ96              | 22 de setembre de 2008 | Kitt Peak            | Spacewatch                     |
| 316170              | 2009 WV149             | 19 de novembre de 2009 | Mount Lemmon         | Mt. Lemmon Survey              |
| 316171              | 2009 WV197             | 5 d'agost de 2008      | Siding Spring        | Siding Spring Survey           |
| 316172              | 2009 WJ218             | 20 de novembre de 2009 | La Silla             | La Silla                       |
| 316173              | 2009 WB240             | 17 de novembre de 2009 | Catalina             | CSS                            |
| 316174              | 2009 WM250             | 23 de novembre de 2009 | Mount Lemmon         | Mt. Lemmon Survey              |
| 316175              | 2010 BM33              | 13 de febrer de 2002   | Kitt Peak            | Spacewatch                     |
| 316176              | 2010 BB46              | 27 d'octubre de 2009   | Mount Lemmon         | Mt. Lemmon Survey              |
| 316177              | 2010 BW70              | 14 de maig de 2004     | Kitt Peak            | Spacewatch                     |
| 316178              | 2010 CX159             | 15 de febrer de 2010   | Kitt Peak            | Spacewatch                     |
| 316179              | 2010 EN65              | 7 de març de 2010      | La Silla             | D. Rabinowitz, S. Tourtellotte |
| 316180              | 2010 GN76              | 10 d'abril de 2010     | WISE                 | WISE                           |
| 316181              | 2010 GY126             | 10 d'abril de 2010     | Kitt Peak            | Spacewatch                     |
| 316182              | 2010 GP150             | 23 d'octubre de 2003   | Apache Point         | Sloan Digital Sky Survey       |
| 316183              | 2010 HB39              | 21 d'abril de 2010     | WISE                 | WISE                           |
| 316184              | 2010 JS126             | 13 de maig de 2010     | WISE                 | WISE                           |
| 316185              | 2010 JN129             | 13 de maig de 2010     | WISE                 | WISE                           |
| 316186 Kathrynjoyce | 2010 KJ41              | 19 de maig de 2010     | WISE                 | WISE                           |
| 316187              | 2010 KD47              | 21 de maig de 2010     | WISE                 | WISE                           |
| 316188              | 2010 KH62              | 17 de març de 2009     | Kitt Peak            | Spacewatch                     |
| 316189              | 2010 KY74              | 27 de desembre de 2006 | Mount Lemmon         | Mt. Lemmon Survey              |
| 316190              | 2010 KE129             | 3 de març de 2000      | Apache Point         | Sloan Digital Sky Survey       |
| 316191              | 2010 LK12              | 1 de maig de 2009      | Mount Lemmon         | Mt. Lemmon Survey              |
| 316192              | 2010 LO53              | 8 de juny de 2010      | WISE                 | WISE                           |
| 316193              | 2010 LJ71              | 10 de juny de 2010     | WISE                 | WISE                           |
| 316194              | 2010 LZ80              | 11 de juny de 2010     | WISE                 | WISE                           |
| 316195              | 2010 LN100             | 13 de juny de 2010     | WISE                 | WISE                           |
| 316196              | 2010 LF119             | 14 de juny de 2010     | WISE                 | WISE                           |
| 316197              | 2010 ME10              | 17 de setembre de 2006 | Catalina             | CSS                            |
| 316198              | 2010 MP33              | 21 de juny de 2010     | WISE                 | WISE                           |
| 316199              | 2010 MA37              | 21 de juny de 2010     | WISE                 | WISE                           |
| 316200              | 2010 MT41              | 22 d'agost de 2004     | Kitt Peak            | Spacewatch                     |

## 316201-316300
| Nom               | Designació provisional | Data de descobriment   | Lloc de descobriment | Descobridor/s            |
| ----------------- | ---------------------- | ---------------------- | -------------------- | ------------------------ |
| 316201 Malala     | 2010 ML48              | 23 de juny de 2010     | WISE                 | WISE                     |
| 316202 Johnfowler | 2010 MX54              | 16 de juny de 2010     | WISE                 | WISE                     |
| 316203            | 2010 MV56              | 27 de febrer de 2008   | Kitt Peak            | Spacewatch               |
| 316204            | 2010 ML61              | 24 de juny de 2010     | WISE                 | WISE                     |
| 316205            | 2010 MK69              | 23 d'octubre de 2001   | Palomar              | NEAT                     |
| 316206            | 2010 MU74              | 26 de juny de 2010     | WISE                 | WISE                     |
| 316207            | 2010 MR80              | 10 d'octubre de 2005   | Catalina             | CSS                      |
| 316208            | 2010 MT81              | 7 d'abril de 2008      | Kitt Peak            | Spacewatch               |
| 316209            | 2010 MD94              | 28 de juny de 2010     | WISE                 | WISE                     |
| 316210            | 2010 MJ95              | 11 de gener de 2008    | Mount Lemmon         | Mt. Lemmon Survey        |
| 316211            | 2010 MB99              | 12 de febrer de 2004   | Palomar              | NEAT                     |
| 316212            | 2010 MG103             | 28 de juliol de 2005   | Palomar              | NEAT                     |
| 316213            | 2010 NB5               | 6 de juliol de 2010    | Mount Lemmon         | Mt. Lemmon Survey        |
| 316214            | 2010 NU6               | 19 de setembre de 2006 | Catalina             | CSS                      |
| 316215            | 2010 NV13              | 5 de juliol de 2010    | WISE                 | WISE                     |
| 316216            | 2010 NE17              | 9 de març de 2005      | Kitt Peak            | Spacewatch               |
| 316217            | 2010 NV23              | 23 de setembre de 2005 | Kitt Peak            | Spacewatch               |
| 316218            | 2010 NF27              | 9 de març de 2007      | Kitt Peak            | Spacewatch               |
| 316219            | 2010 NJ34              | 8 de juliol de 2010    | WISE                 | WISE                     |
| 316220            | 2010 NQ38              | 11 de març de 2008     | Kitt Peak            | Spacewatch               |
| 316221            | 2010 NX38              | 4 de juliol de 2005    | Palomar              | NEAT                     |
| 316222            | 2010 NG44              | 9 de juliol de 2010    | WISE                 | WISE                     |
| 316223            | 2010 NL56              | 8 d'agost de 2004      | Anderson Mesa        | LONEOS                   |
| 316224            | 2010 NO57              | 25 de setembre de 2005 | Kitt Peak            | Spacewatch               |
| 316225            | 2010 NG67              | 3 d'octubre de 2006    | Mount Lemmon         | Mt. Lemmon Survey        |
| 316226            | 2010 NJ75              | 8 d'octubre de 1999    | Socorro              | LINEAR                   |
| 316227            | 2010 NF82              | 30 de desembre de 2007 | Kitt Peak            | Spacewatch               |
| 316228            | 2010 NX106             | 12 de juliol de 2010   | WISE                 | WISE                     |
| 316229            | 2010 NL110             | 21 de desembre de 2006 | Mount Lemmon         | Mt. Lemmon Survey        |
| 316230            | 2010 NF112             | 13 de juliol de 2010   | WISE                 | WISE                     |
| 316231            | 2010 NY114             | 14 de juliol de 2010   | WISE                 | WISE                     |
| 316232            | 2010 OT4               | 16 de juliol de 2010   | WISE                 | WISE                     |
| 316233            | 2010 OV4               | 22 d'octubre de 2005   | Kitt Peak            | Spacewatch               |
| 316234            | 2010 OQ13              | 13 de setembre de 2004 | Kitt Peak            | Spacewatch               |
| 316235            | 2010 OU19              | 15 de desembre de 2006 | Kitt Peak            | Spacewatch               |
| 316236            | 2010 OB20              | 1 d'agost de 2005      | Siding Spring        | Siding Spring Survey     |
| 316237            | 2010 OX21              | 7 d'agost de 2004      | Palomar              | NEAT                     |
| 316238            | 2010 OY22              | 26 de març de 2003     | Kitt Peak            | Spacewatch               |
| 316239            | 2010 OP25              | 14 de març de 2007     | Kitt Peak            | Spacewatch               |
| 316240            | 2010 OZ27              | 19 de juliol de 2010   | WISE                 | WISE                     |
| 316241            | 2010 OX28              | 19 de juliol de 2010   | WISE                 | WISE                     |
| 316242            | 2010 OA31              | 6 de febrer de 2007    | Kitt Peak            | Spacewatch               |
| 316243            | 2010 OG31              | 1 de desembre de 2005  | Kitt Peak            | Spacewatch               |
| 316244            | 2010 OL32              | 14 d'abril de 2004     | Kitt Peak            | Spacewatch               |
| 316245            | 2010 OS39              | 27 de desembre de 2000 | Kitt Peak            | Spacewatch               |
| 316246            | 2010 OZ40              | 15 de setembre de 2004 | Kitt Peak            | Spacewatch               |
| 316247            | 2010 OF42              | 11 de febrer de 2002   | Socorro              | LINEAR                   |
| 316248            | 2010 OK50              | 5 de gener de 2003     | Kitt Peak            | Spacewatch               |
| 316249            | 2010 OL55              | 8 de setembre de 1999  | Socorro              | LINEAR                   |
| 316250            | 2010 ON65              | 19 de febrer de 2001   | Kitt Peak            | Spacewatch               |
| 316251            | 2010 OV66              | 31 de març de 2008     | Mount Lemmon         | Mt. Lemmon Survey        |
| 316252            | 2010 OA70              | 22 de novembre de 2006 | Kitt Peak            | Spacewatch               |
| 316253            | 2010 OA72              | 26 de setembre de 1992 | Kitt Peak            | Spacewatch               |
| 316254            | 2010 OE86              | 20 de novembre de 2006 | Mount Lemmon         | Mt. Lemmon Survey        |
| 316255            | 2010 OG88              | 27 de juliol de 2010   | WISE                 | WISE                     |
| 316256            | 2010 OF89              | 19 de gener de 1996    | Kitt Peak            | Spacewatch               |
| 316257            | 2010 OH97              | 12 de març de 2003     | Kitt Peak            | Spacewatch               |
| 316258            | 2010 OE100             | 20 de juliol de 2010   | Shenton Park         | P. Luckas                |
| 316259            | 2010 OH100             | 21 de juliol de 2010   | Bisei SG Center      | BATTeRS                  |
| 316260            | 2010 OQ107             | 13 d'octubre de 1999   | Apache Point         | Sloan Digital Sky Survey |
| 316261            | 2010 ON113             | 27 de desembre de 2006 | Mount Lemmon         | Mt. Lemmon Survey        |
| 316262            | 2010 OP116             | 27 de novembre de 2006 | Kitt Peak            | Spacewatch               |
| 316263            | 2010 OT121             | 31 de juliol de 2010   | WISE                 | WISE                     |
| 316264            | 2010 PV8               | 3 d'agost de 2010      | Socorro              | LINEAR                   |
| 316265            | 2010 PT9               | 4 d'agost de 2010      | Socorro              | LINEAR                   |
| 316266            | 2010 PE22              | 26 de juliol de 1998   | Caussols             | ODAS                     |
| 316267            | 2010 PW25              | 7 d'agost de 2010      | WISE                 | WISE                     |
| 316268            | 2010 PJ26              | 7 d'agost de 2010      | La Sagra             | La Sagra                 |
| 316269            | 2010 PG30              | 4 d'octubre de 1999    | Kitt Peak            | Spacewatch               |
| 316270            | 2010 PV33              | 17 de juny de 2005     | Mount Lemmon         | Mt. Lemmon Survey        |
| 316271            | 2010 PA35              | 21 de febrer de 2007   | Mount Lemmon         | Mt. Lemmon Survey        |
| 316272            | 2010 PY39              | 3 d'abril de 2008      | Kitt Peak            | Spacewatch               |
| 316273            | 2010 PL42              | 3 de gener de 2001     | Anderson Mesa        | LONEOS                   |
| 316274            | 2010 PH49              | 10 de novembre de 1999 | Kitt Peak            | Spacewatch               |
| 316275            | 2010 PP50              | 6 d'abril de 2008      | Mount Lemmon         | Mt. Lemmon Survey        |
| 316276            | 2010 PL51              | 9 de setembre de 2004  | Socorro              | LINEAR                   |
| 316277            | 2010 PW52              | 13 de febrer de 2004   | Kitt Peak            | Spacewatch               |
| 316278            | 2010 PD55              | 12 de febrer de 2008   | Mount Lemmon         | Mt. Lemmon Survey        |
| 316279            | 2010 PZ57              | 9 d'agost de 2010      | Purple Mountain      | PMO NEO Survey Program   |
| 316280            | 2010 PO61              | 10 d'agost de 2010     | Kitt Peak            | Spacewatch               |
| 316281            | 2010 PR64              | 10 d'agost de 2010     | Kitt Peak            | Spacewatch               |
| 316282            | 2010 PC65              | 10 d'agost de 2010     | Kitt Peak            | Spacewatch               |
| 316283            | 2010 PG72              | 22 de juliol de 2001   | Palomar              | NEAT                     |
| 316284            | 2010 PY76              | 11 d'agost de 2010     | La Sagra             | La Sagra                 |
| 316285            | 2010 PB80              | 13 d'agost de 2010     | Kitt Peak            | Spacewatch               |
| 316286            | 2010 QK5               | 31 de març de 2009     | Mount Lemmon         | Mt. Lemmon Survey        |
| 316287            | 2010 RG2               | 1 de setembre de 2010  | Socorro              | LINEAR                   |
| 316288            | 2010 RC3               | 1 de setembre de 2010  | Socorro              | LINEAR                   |
| 316289            | 2010 RM4               | 8 de març de 2005      | Mount Lemmon         | Mt. Lemmon Survey        |
| 316290            | 2010 RD9               | 1 de setembre de 2010  | Socorro              | LINEAR                   |
| 316291            | 2010 RJ10              | 2 de setembre de 2010  | Mount Lemmon         | Mt. Lemmon Survey        |
| 316292            | 2010 RJ20              | 3 de setembre de 2010  | Mount Lemmon         | Mt. Lemmon Survey        |
| 316293            | 2010 RZ36              | 2 de setembre de 2010  | Mount Lemmon         | Mt. Lemmon Survey        |
| 316294            | 2010 RD38              | 5 de setembre de 2010  | La Sagra             | La Sagra                 |
| 316295            | 2010 RD40              | 4 de setembre de 2010  | La Sagra             | La Sagra                 |
| 316296            | 2010 RH40              | 25 de setembre de 2000 | Anderson Mesa        | LONEOS                   |
| 316297            | 2010 RB48              | 30 d'agost de 2005     | Kitt Peak            | Spacewatch               |
| 316298            | 2010 RV51              | 9 de setembre de 2004  | Apache Point         | G. A. Esquerdo           |
| 316299            | 2010 RP56              | 2 d'octubre de 2006    | Kitt Peak            | Spacewatch               |
| 316300            | 2010 RX59              | 19 d'octubre de 2006   | Mount Lemmon         | Mt. Lemmon Survey        |

## 316301-316400
| Nom    | Designació provisional | Data de descobriment   | Lloc de descobriment | Descobridor/s            |
| ------ | ---------------------- | ---------------------- | -------------------- | ------------------------ |
| 316301 | 2010 RY59              | 28 d'agost de 2005     | Kitt Peak            | Spacewatch               |
| 316302 | 2010 RY61              | 3 d'octubre de 1999    | Kitt Peak            | Spacewatch               |
| 316303 | 2010 RV62              | 3 de setembre de 2010  | Mount Lemmon         | Mt. Lemmon Survey        |
| 316304 | 2010 RY63              | 9 de setembre de 2010  | Kitt Peak            | Spacewatch               |
| 316305 | 2010 RR65              | 4 de setembre de 2010  | Socorro              | LINEAR                   |
| 316306 | 2010 RG66              | 9 de març de 2005      | Mount Lemmon         | Mt. Lemmon Survey        |
| 316307 | 2010 RD67              | 5 de setembre de 2010  | Dauban               | F. Kugel                 |
| 316308 | 2010 RH67              | 10 de desembre de 2004 | Kitt Peak            | Spacewatch               |
| 316309 | 2010 RU68              | 18 de novembre de 2003 | Kitt Peak            | Spacewatch               |
| 316310 | 2010 RX68              | 6 de març de 2008      | Mount Lemmon         | Mt. Lemmon Survey        |
| 316311 | 2010 RE69              | 22 de novembre de 2006 | Kitt Peak            | Spacewatch               |
| 316312 | 2010 RH78              | 21 d'abril de 2004     | Kitt Peak            | Spacewatch               |
| 316313 | 2010 RH90              | 28 de febrer de 2000   | Kitt Peak            | Spacewatch               |
| 316314 | 2010 RK90              | 22 d'octubre de 2006   | Mount Lemmon         | Mt. Lemmon Survey        |
| 316315 | 2010 RO98              | 10 de setembre de 2010 | Kitt Peak            | Spacewatch               |
| 316316 | 2010 RS98              | 9 de febrer de 2008    | Kitt Peak            | Spacewatch               |
| 316317 | 2010 RF101             | 2 de febrer de 2005    | Kitt Peak            | Spacewatch               |
| 316318 | 2010 RO101             | 10 de setembre de 2010 | Kitt Peak            | Spacewatch               |
| 316319 | 2010 RV101             | 23 de novembre de 2003 | Kitt Peak            | Spacewatch               |
| 316320 | 2010 RE103             | 28 de setembre de 2003 | Kitt Peak            | Spacewatch               |
| 316321 | 2010 RG104             | 11 d'octubre de 1999   | Kitt Peak            | Spacewatch               |
| 316322 | 2010 RL108             | 24 de maig de 2006     | Mount Lemmon         | Mt. Lemmon Survey        |
| 316323 | 2010 RW108             | 8 d'abril de 2002      | Palomar              | NEAT                     |
| 316324 | 2010 RS109             | 13 de setembre de 2010 | Kachina              | J. Hobart                |
| 316325 | 2010 RT110             | 18 de setembre de 2001 | Kitt Peak            | Spacewatch               |
| 316326 | 2010 RB112             | 18 d'octubre de 2001   | Palomar              | NEAT                     |
| 316327 | 2010 RJ112             | 11 de setembre de 2010 | Kitt Peak            | Spacewatch               |
| 316328 | 2010 RW114             | 7 de setembre de 1999  | Kitt Peak            | Spacewatch               |
| 316329 | 2010 RB115             | 13 de maig de 2004     | Kitt Peak            | Spacewatch               |
| 316330 | 2010 RM116             | 18 de setembre de 2003 | Anderson Mesa        | LONEOS                   |
| 316331 | 2010 RB119             | 21 d'octubre de 2001   | Socorro              | LINEAR                   |
| 316332 | 2010 RG123             | 18 de setembre de 2001 | Kitt Peak            | Spacewatch               |
| 316333 | 2010 RP123             | 19 de setembre de 2001 | Ondrejov             | Ondrejov                 |
| 316334 | 2010 RS124             | 11 d'octubre de 2001   | Kitt Peak            | Spacewatch               |
| 316335 | 2010 RP125             | 12 d'octubre de 1999   | Kitt Peak            | Spacewatch               |
| 316336 | 2010 RZ125             | 9 de febrer de 2005    | Anderson Mesa        | LONEOS                   |
| 316337 | 2010 RM126             | 2 de novembre de 2007  | Mount Lemmon         | Mt. Lemmon Survey        |
| 316338 | 2010 RU126             | 29 d'abril de 2003     | Kitt Peak            | Spacewatch               |
| 316339 | 2010 RZ128             | 27 d'octubre de 2005   | Kitt Peak            | Spacewatch               |
| 316340 | 2010 RA129             | 6 d'octubre de 2005    | Kitt Peak            | Spacewatch               |
| 316341 | 2010 RG136             | 30 de setembre de 2006 | Mount Lemmon         | Mt. Lemmon Survey        |
| 316342 | 2010 RH141             | 13 d'octubre de 1999   | Apache Point         | Sloan Digital Sky Survey |
| 316343 | 2010 RL143             | 15 de novembre de 2006 | Kitt Peak            | Spacewatch               |
| 316344 | 2010 RH146             | 19 de setembre de 2001 | Kitt Peak            | Spacewatch               |
| 316345 | 2010 RZ146             | 17 de setembre de 2006 | Kitt Peak            | Spacewatch               |
| 316346 | 2010 RR147             | 29 d'agost de 2005     | Kitt Peak            | Spacewatch               |
| 316347 | 2010 RE151             | 18 d'agost de 2006     | Kitt Peak            | Spacewatch               |
| 316348 | 2010 RF151             | 15 de setembre de 2010 | Kitt Peak            | Spacewatch               |
| 316349 | 2010 RW152             | 18 de febrer de 2008   | Mount Lemmon         | Mt. Lemmon Survey        |
| 316350 | 2010 RG156             | 9 de febrer de 2008    | Mount Lemmon         | Mt. Lemmon Survey        |
| 316351 | 2010 RV160             | 4 de setembre de 1999  | Catalina             | CSS                      |
| 316352 | 2010 RJ164             | 12 d'octubre de 2002   | Socorro              | LINEAR                   |
| 316353 | 2010 RZ164             | 30 de setembre de 1999 | Catalina             | CSS                      |
| 316354 | 2010 RZ169             | 17 de desembre de 2001 | Socorro              | LINEAR                   |
| 316355 | 2010 RD174             | 14 de desembre de 2003 | Kitt Peak            | Spacewatch               |
| 316356 | 2010 RH175             | 28 de febrer de 2008   | Kitt Peak            | Spacewatch               |
| 316357 | 2010 RW175             | 15 d'octubre de 2001   | Kitt Peak            | Spacewatch               |
| 316358 | 2010 RZ176             | 30 de setembre de 2003 | Kitt Peak            | Spacewatch               |
| 316359 | 2010 RV177             | 29 de setembre de 2005 | Kitt Peak            | Spacewatch               |
| 316360 | 2010 RO180             | 25 de setembre de 2000 | Anderson Mesa        | LONEOS                   |
| 316361 | 2010 SM2               | 29 de juliol de 2000   | Prescott             | P. G. Comba              |
| 316362 | 2010 SB11              | 18 d'octubre de 1995   | Kitt Peak            | Spacewatch               |
| 316363 | 2010 SU18              | 4 de juliol de 2005    | Mount Lemmon         | Mt. Lemmon Survey        |
| 316364 | 2010 SJ19              | 29 d'agost de 2005     | Kitt Peak            | Spacewatch               |
| 316365 | 2010 SD20              | 17 de gener de 2004    | Palomar              | NEAT                     |
| 316366 | 2010 SX21              | 13 d'octubre de 1999   | Socorro              | LINEAR                   |
| 316367 | 2010 SP27              | 13 de març de 2007     | Mount Lemmon         | Mt. Lemmon Survey        |
| 316368 | 2010 SQ27              | 24 de setembre de 2005 | Kitt Peak            | Spacewatch               |
| 316369 | 2010 SU27              | 18 de setembre de 1999 | Kitt Peak            | Spacewatch               |
| 316370 | 2010 SZ30              | 6 d'agost de 2005      | Palomar              | NEAT                     |
| 316371 | 2010 SL32              | 12 de març de 2007     | Mount Lemmon         | Mt. Lemmon Survey        |
| 316372 | 2010 SJ36              | 19 de setembre de 2010 | Kitt Peak            | Spacewatch               |
| 316373 | 2010 SL37              | 23 d'octubre de 2006   | Catalina             | CSS                      |
| 316374 | 2010 SK39              | 29 de març de 2008     | Mount Lemmon         | Mt. Lemmon Survey        |
| 316375 | 2010 TJ3               | 19 de novembre de 2006 | Kitt Peak            | Spacewatch               |
| 316376 | 2010 TL9               | 20 de setembre de 2001 | Socorro              | LINEAR                   |
| 316377 | 2010 TQ9               | 15 de novembre de 2006 | Kitt Peak            | Spacewatch               |
| 316378 | 2010 TG12              | 19 de setembre de 2006 | Catalina             | CSS                      |
| 316379 | 2010 TA14              | 22 de novembre de 2006 | Kitt Peak            | Spacewatch               |
| 316380 | 2010 TE15              | 3 de març de 1997      | Kitt Peak            | Spacewatch               |
| 316381 | 2010 TJ17              | 4 de desembre de 2005  | Kitt Peak            | Spacewatch               |
| 316382 | 2010 TV23              | 26 de març de 2008     | Mount Lemmon         | Mt. Lemmon Survey        |
| 316383 | 2010 TW23              | 14 d'abril de 2004     | Kitt Peak            | Spacewatch               |
| 316384 | 2010 TV24              | 28 d'octubre de 2005   | Catalina             | CSS                      |
| 316385 | 2010 TX28              | 13 d'abril de 2004     | Kitt Peak            | Spacewatch               |
| 316386 | 2010 TN34              | 13 de febrer de 2008   | Mount Lemmon         | Mt. Lemmon Survey        |
| 316387 | 2010 TD35              | 2 de desembre de 1994  | Kitt Peak            | Spacewatch               |
| 316388 | 2010 TL35              | 10 de febrer de 2002   | Socorro              | LINEAR                   |
| 316389 | 2010 TC36              | 20 de març de 1999     | Apache Point         | Sloan Digital Sky Survey |
| 316390 | 2010 TB41              | 1 de desembre de 2006  | Kitt Peak            | Spacewatch               |
| 316391 | 2010 TF43              | 14 d'octubre de 2001   | Apache Point         | Sloan Digital Sky Survey |
| 316392 | 2010 TL46              | 19 de novembre de 2003 | Kitt Peak            | Spacewatch               |
| 316393 | 2010 TY49              | 10 de novembre de 1999 | Kitt Peak            | Spacewatch               |
| 316394 | 2010 TQ50              | 15 d'abril de 2008     | Mount Lemmon         | Mt. Lemmon Survey        |
| 316395 | 2010 TW52              | 16 de març de 2005     | Mount Lemmon         | Mt. Lemmon Survey        |
| 316396 | 2010 TK53              | 22 d'octubre de 2005   | Kitt Peak            | Spacewatch               |
| 316397 | 2010 TZ56              | 23 de setembre de 2005 | Kitt Peak            | Spacewatch               |
| 316398 | 2010 TE62              | 27 de desembre de 2006 | Mount Lemmon         | Mt. Lemmon Survey        |
| 316399 | 2010 TL62              | 18 de gener de 2008    | Kitt Peak            | Spacewatch               |
| 316400 | 2010 TQ65              | 29 d'agost de 2006     | Kitt Peak            | Spacewatch               |

## 316401-316500
| Nom    | Designació provisional | Data de descobriment   | Lloc de descobriment | Descobridor/s            |
| ------ | ---------------------- | ---------------------- | -------------------- | ------------------------ |
| 316401 | 2010 TB67              | 11 de setembre de 2005 | Kitt Peak            | Spacewatch               |
| 316402 | 2010 TB70              | 8 de març de 2008      | Mount Lemmon         | Mt. Lemmon Survey        |
| 316403 | 2010 TA72              | 16 de novembre de 2006 | Kitt Peak            | Spacewatch               |
| 316404 | 2010 TP74              | 19 de març de 1999     | Kitt Peak            | Spacewatch               |
| 316405 | 2010 TG75              | 11 de març de 2005     | Mount Lemmon         | Mt. Lemmon Survey        |
| 316406 | 2010 TJ81              | 9 de maig de 2002      | Socorro              | LINEAR                   |
| 316407 | 2010 TM84              | 13 de setembre de 2005 | Kitt Peak            | Spacewatch               |
| 316408 | 2010 TY89              | 11 de març de 2008     | Kitt Peak            | Spacewatch               |
| 316409 | 2010 TS91              | 28 de febrer de 2008   | Mount Lemmon         | Mt. Lemmon Survey        |
| 316410 | 2010 TG95              | 29 d'agost de 2005     | Kitt Peak            | Spacewatch               |
| 316411 | 2010 TY99              | 23 de setembre de 2005 | Kitt Peak            | Spacewatch               |
| 316412 | 2010 TT100             | 27 d'agost de 2005     | Kitt Peak            | Spacewatch               |
| 316413 | 2010 TV100             | 11 de març de 2005     | Kitt Peak            | Spacewatch               |
| 316414 | 2010 TY103             | 2 d'abril de 1995      | Kitt Peak            | Spacewatch               |
| 316415 | 2010 TB109             | 29 de gener de 2003    | Apache Point         | Sloan Digital Sky Survey |
| 316416 | 2010 TF111             | 15 d'octubre de 2001   | Kitt Peak            | Spacewatch               |
| 316417 | 2010 TN115             | 14 de març de 2007     | Mount Lemmon         | Mt. Lemmon Survey        |
| 316418 | 2010 TU116             | 28 d'agost de 2005     | Kitt Peak            | Spacewatch               |
| 316419 | 2010 TW116             | 3 d'abril de 2008      | Mount Lemmon         | Mt. Lemmon Survey        |
| 316420 | 2010 TE120             | 12 de setembre de 2001 | Kitt Peak            | Spacewatch               |
| 316421 | 2010 TA122             | 25 de novembre de 2006 | Kitt Peak            | Spacewatch               |
| 316422 | 2010 TZ130             | 22 d'agost de 2004     | Kitt Peak            | Spacewatch               |
| 316423 | 2010 TM136             | 30 d'abril de 1997     | Kitt Peak            | Spacewatch               |
| 316424 | 2010 TK139             | 30 de juliol de 2009   | Kitt Peak            | Spacewatch               |
| 316425 | 2010 TK143             | 15 de novembre de 2006 | Mount Lemmon         | Mt. Lemmon Survey        |
| 316426 | 2010 TG150             | 17 de novembre de 2001 | Socorro              | LINEAR                   |
| 316427 | 2010 TS151             | 28 de setembre de 2006 | Mount Lemmon         | Mt. Lemmon Survey        |
| 316428 | 2010 TY152             | 23 de febrer de 2007   | Kitt Peak            | Spacewatch               |
| 316429 | 2010 TC159             | 17 de març de 2009     | Catalina             | CSS                      |
| 316430 | 2010 TF166             | 5 d'abril de 2008      | Kitt Peak            | Spacewatch               |
| 316431 | 2010 TH167             | 14 d'octubre de 2010   | Socorro              | LINEAR                   |
| 316432 | 2010 TQ167             | 21 d'agost de 2006     | Kitt Peak            | Spacewatch               |
| 316433 | 2010 TP168             | 9 d'octubre de 2010    | Mount Lemmon         | Mt. Lemmon Survey        |
| 316434 | 2010 TL172             | 27 de setembre de 2006 | Kitt Peak            | Spacewatch               |
| 316435 | 2010 TG175             | 31 d'agost de 2003     | Socorro              | LINEAR                   |
| 316436 | 2010 TX182             | 28 de setembre de 2006 | Kitt Peak            | Spacewatch               |
| 316437 | 2010 UA1               | 12 de juliol de 2009   | Kitt Peak            | Spacewatch               |
| 316438 | 2010 UN4               | 1 de setembre de 2005  | Palomar              | NEAT                     |
| 316439 | 2010 UT11              | 30 de setembre de 2006 | Catalina             | CSS                      |
| 316440 | 2010 UL17              | 16 de desembre de 2000 | Kitt Peak            | Spacewatch               |
| 316441 | 2010 UY21              | 30 de setembre de 2006 | Mount Lemmon         | Mt. Lemmon Survey        |
| 316442 | 2010 UJ32              | 4 de febrer de 2005    | Mount Lemmon         | Mt. Lemmon Survey        |
| 316443 | 2010 UF47              | 11 de març de 2005     | Kitt Peak            | Spacewatch               |
| 316444 | 2010 UJ49              | 5 de novembre de 2005  | Kitt Peak            | Spacewatch               |
| 316445 | 2010 UQ51              | 21 de desembre de 2005 | Kitt Peak            | Spacewatch               |
| 316446 | 2010 UT53              | 13 de febrer de 2002   | Apache Point         | Sloan Digital Sky Survey |
| 316447 | 2010 UM58              | 12 d'abril de 2002     | Palomar              | NEAT                     |
| 316448 | 2010 UA63              | 3 de setembre de 2000  | Apache Point         | Sloan Digital Sky Survey |
| 316449 | 2010 UL65              | 1 de desembre de 2006  | Mount Lemmon         | Mt. Lemmon Survey        |
| 316450 | 2010 UZ71              | 29 de febrer de 2008   | XuYi                 | PMO NEO Survey Program   |
| 316451 | 2010 UQ72              | 24 de febrer de 2008   | Mount Lemmon         | Mt. Lemmon Survey        |
| 316452 | 2010 UM74              | 30 d'octubre de 2010   | Catalina             | CSS                      |
| 316453 | 2010 US76              | 16 de setembre de 2003 | Kitt Peak            | Spacewatch               |
| 316454 | 2010 UY78              | 25 d'agost de 2005     | Palomar              | NEAT                     |
| 316455 | 2010 UW81              | 28 d'octubre de 2010   | Catalina             | CSS                      |
| 316456 | 2010 UK82              | 30 de setembre de 2005 | Kitt Peak            | Spacewatch               |
| 316457 | 2010 UC84              | 13 de setembre de 2005 | Kitt Peak            | Spacewatch               |
| 316458 | 2010 UA88              | 18 de juliol de 2005   | Palomar              | NEAT                     |
| 316459 | 2010 UN89              | 19 de març de 2001     | Anderson Mesa        | LONEOS                   |
| 316460 | 2010 UP91              | 15 d'agost de 2004     | Campo Imperatore     | CINEOS                   |
| 316461 | 2010 UQ91              | 3 de setembre de 2008  | Kitt Peak            | Spacewatch               |
| 316462 | 2010 UE95              | 19 de setembre de 2001 | Socorro              | LINEAR                   |
| 316463 | 2010 UR95              | 28 de maig de 2000     | Socorro              | LINEAR                   |
| 316464 | 2010 UT95              | 8 d'agost de 2004      | Socorro              | LINEAR                   |
| 316465 | 2010 UA96              | 11 d'agost de 2004     | Socorro              | LINEAR                   |
| 316466 | 2010 UW97              | 30 de novembre de 2005 | Kitt Peak            | Spacewatch               |
| 316467 | 2010 UC98              | 15 d'abril de 1996     | Kitt Peak            | Spacewatch               |
| 316468 | 2010 UH98              | 15 de març de 2004     | Kitt Peak            | Spacewatch               |
| 316469 | 2010 UG99              | 21 d'octubre de 2001   | Kitt Peak            | Spacewatch               |
| 316470 | 2010 VE7               | 8 d'octubre de 1999    | Kitt Peak            | Spacewatch               |
| 316471 | 2010 VD11              | 11 de febrer de 2002   | Socorro              | LINEAR                   |
| 316472 | 2010 VF14              | 17 de juny de 2009     | Kitt Peak            | Spacewatch               |
| 316473 | 2010 VD17              | 25 de novembre de 2005 | Catalina             | CSS                      |
| 316474 | 2010 VR24              | 4 de desembre de 1999  | Kitt Peak            | Spacewatch               |
| 316475 | 2010 VQ29              | 13 de setembre de 2004 | Anderson Mesa        | LONEOS                   |
| 316476 | 2010 VT30              | 14 de març de 2007     | Catalina             | CSS                      |
| 316477 | 2010 VD36              | 21 d'agost de 2006     | Kitt Peak            | Spacewatch               |
| 316478 | 2010 VW36              | 15 de setembre de 2004 | Kitt Peak            | Spacewatch               |
| 316479 | 2010 VJ44              | 25 d'octubre de 2005   | Mount Lemmon         | Mt. Lemmon Survey        |
| 316480 | 2010 VX46              | 4 d'octubre de 2004    | Kitt Peak            | Spacewatch               |
| 316481 | 2010 VN47              | 4 de setembre de 2010  | Kitt Peak            | Spacewatch               |
| 316482 | 2010 VP47              | 10 d'octubre de 2005   | Kitt Peak            | Spacewatch               |
| 316483 | 2010 VD52              | 17 de gener de 2007    | Mount Lemmon         | Mt. Lemmon Survey        |
| 316484 | 2010 VM61              | 4 de novembre de 2010  | La Sagra             | La Sagra                 |
| 316485 | 2010 VV70              | 10 de gener de 2007    | Kitt Peak            | Spacewatch               |
| 316486 | 2010 VK71              | 13 de juliol de 2001   | Palomar              | NEAT                     |
| 316487 | 2010 VT76              | 2 de novembre de 2005  | Mount Lemmon         | Mt. Lemmon Survey        |
| 316488 | 2010 VD77              | 16 de novembre de 2001 | Kitt Peak            | Spacewatch               |
| 316489 | 2010 VB82              | 29 de setembre de 2001 | Palomar              | NEAT                     |
| 316490 | 2010 VE85              | 1 de novembre de 1999  | Kitt Peak            | Spacewatch               |
| 316491 | 2010 VZ86              | 3 d'octubre de 2005    | Kitt Peak            | Spacewatch               |
| 316492 | 2010 VJ93              | 22 d'octubre de 2003   | Kitt Peak            | Spacewatch               |
| 316493 | 2010 VM97              | 25 de novembre de 2005 | Kitt Peak            | Spacewatch               |
| 316494 | 2010 VX97              | 11 de setembre de 2001 | Kitt Peak            | Spacewatch               |
| 316495 | 2010 VV99              | 16 de gener de 2005    | Kitt Peak            | Spacewatch               |
| 316496 | 2010 VT102             | 30 de novembre de 2005 | Kitt Peak            | Spacewatch               |
| 316497 | 2010 VG103             | 5 de maig de 2008      | Mount Lemmon         | Mt. Lemmon Survey        |
| 316498 | 2010 VK104             | 7 de setembre de 1999  | Kitt Peak            | Spacewatch               |
| 316499 | 2010 VC111             | 22 de setembre de 2004 | Desert Eagle         | W. K. Y. Yeung           |
| 316500 | 2010 VF112             | 27 de gener de 2007    | Mount Lemmon         | Mt. Lemmon Survey        |

## 316501-316600
| Nom    | Designació provisional | Data de descobriment   | Lloc de descobriment | Descobridor/s                        |
| ------ | ---------------------- | ---------------------- | -------------------- | ------------------------------------ |
| 316501 | 2010 VB113             | 23 d'octubre de 2006   | Mount Lemmon         | Mt. Lemmon Survey                    |
| 316502 | 2010 VC116             | 29 de gener de 2003    | Kitt Peak            | Spacewatch                           |
| 316503 | 2010 VN117             | 16 de setembre de 2003 | Kitt Peak            | Spacewatch                           |
| 316504 | 2010 VU117             | 18 d'octubre de 2004   | Kitt Peak            | M. W. Buie                           |
| 316505 | 2010 VY130             | 21 de març de 2002     | Kitt Peak            | Spacewatch                           |
| 316506 | 2010 VC136             | 5 de novembre de 2005  | Kitt Peak            | Spacewatch                           |
| 316507 | 2010 VK143             | 11 d'abril de 2003     | Kitt Peak            | Spacewatch                           |
| 316508 | 2010 VD144             | 2 de maig de 2003      | Kitt Peak            | Spacewatch                           |
| 316509 | 2010 VW152             | 22 d'octubre de 2005   | Kitt Peak            | Spacewatch                           |
| 316510 | 2010 VT153             | 20 de novembre de 2001 | Socorro              | LINEAR                               |
| 316511 | 2010 VT156             | 10 de març de 2007     | Mount Lemmon         | Mt. Lemmon Survey                    |
| 316512 | 2010 VL160             | 9 de febrer de 2005    | Kitt Peak            | Spacewatch                           |
| 316513 | 2010 VT160             | 30 d'agost de 2005     | Kitt Peak            | Spacewatch                           |
| 316514 | 2010 VM162             | 10 de febrer de 2007   | Mount Lemmon         | Mt. Lemmon Survey                    |
| 316515 | 2010 VX162             | 26 de setembre de 2005 | Kitt Peak            | Spacewatch                           |
| 316516 | 2010 VL164             | 11 de novembre de 2004 | Kitt Peak            | Spacewatch                           |
| 316517 | 2010 VD167             | 29 de setembre de 2005 | Kitt Peak            | Spacewatch                           |
| 316518 | 2010 VR168             | 23 de febrer de 2007   | Catalina             | CSS                                  |
| 316519 | 2010 VO169             | 23 de setembre de 2004 | Kitt Peak            | Spacewatch                           |
| 316520 | 2010 VD182             | 4 de gener de 2006     | Mount Lemmon         | Mt. Lemmon Survey                    |
| 316521 | 2010 VZ192             | 1 d'octubre de 2000    | Kitt Peak            | Spacewatch                           |
| 316522 | 2010 VP193             | 18 d'agost de 2009     | Kitt Peak            | Spacewatch                           |
| 316523 | 2010 VL195             | 22 d'agost de 2004     | Kitt Peak            | Spacewatch                           |
| 316524 | 2010 VE196             | 1 de gener de 2001     | Kitt Peak            | Spacewatch                           |
| 316525 | 2010 VN200             | 5 de gener de 2006     | Catalina             | CSS                                  |
| 316526 | 2010 VX200             | 29 de desembre de 2005 | Socorro              | LINEAR                               |
| 316527 | 2010 VW201             | 26 de febrer de 2001   | Cima Ekar            | ADAS                                 |
| 316528 | 2010 VC202             | 18 de març de 2004     | Kitt Peak            | Spacewatch                           |
| 316529 | 2010 WM                | 13 d'octubre de 2001   | Kitt Peak            | Spacewatch                           |
| 316530 | 2010 WK4               | 4 d'abril de 2005      | Catalina             | CSS                                  |
| 316531 | 2010 WL12              | 7 de setembre de 2004  | Kitt Peak            | Spacewatch                           |
| 316532 | 2010 WC17              | 27 de gener de 2007    | Kitt Peak            | Spacewatch                           |
| 316533 | 2010 WB29              | 25 d'abril de 2007     | Kitt Peak            | Spacewatch                           |
| 316534 | 2010 WF32              | 8 d'octubre de 2004    | Kitt Peak            | Spacewatch                           |
| 316535 | 2010 WA34              | 25 d'octubre de 2005   | Mount Lemmon         | Mt. Lemmon Survey                    |
| 316536 | 2010 WT35              | 27 de novembre de 1998 | Kitt Peak            | Spacewatch                           |
| 316537 | 2010 WP58              | 27 de setembre de 2009 | Mount Lemmon         | Mt. Lemmon Survey                    |
| 316538 | 2010 WG67              | 2 de novembre de 2010  | Kitt Peak            | Spacewatch                           |
| 316539 | 2010 WN68              | 7 d'agost de 2008      | Kitt Peak            | Spacewatch                           |
| 316540 | 2010 WZ70              | 14 d'octubre de 1996   | Xinglong             | Beijing Schmidt CCD Asteroid Program |
| 316541 | 2010 WV72              | 30 de març de 2008     | Kitt Peak            | Spacewatch                           |
| 316542 | 2010 XJ21              | 21 d'octubre de 2003   | Kitt Peak            | Spacewatch                           |
| 316543 | 2010 XG35              | 10 d'agost de 2010     | Kitt Peak            | Spacewatch                           |
| 316544 | 2010 XJ47              | 1 d'abril de 2008      | Mount Lemmon         | Mt. Lemmon Survey                    |
| 316545 | 2010 XX47              | 28 d'agost de 2005     | Kitt Peak            | Spacewatch                           |
| 316546 | 2010 XY66              | 29 d'abril de 2008     | Mount Lemmon         | Mt. Lemmon Survey                    |
| 316547 | 2010 XP68              | 15 d'octubre de 2004   | Mount Lemmon         | Mt. Lemmon Survey                    |
| 316548 | 2010 XR72              | 19 de juliol de 2009   | Siding Spring        | Siding Spring Survey                 |
| 316549 | 2010 XD78              | 9 d'octubre de 1993    | La Silla             | E. W. Elst                           |
| 316550 | 2010 XE81              | 17 de gener de 2010    | WISE                 | WISE                                 |
| 316551 | 2010 XA84              | 24 d'agost de 2008     | Kitt Peak            | Spacewatch                           |
| 316552 | 2010 XF87              | 7 d'abril de 2003      | Kitt Peak            | Spacewatch                           |
| 316553 | 2010 YT1               | 14 d'octubre de 2009   | La Sagra             | La Sagra                             |
| 316554 | 2011 AU49              | 31 de gener de 2006    | Kitt Peak            | Spacewatch                           |
| 316555 | 2011 AY77              | 21 de setembre de 2008 | Mount Lemmon         | Mt. Lemmon Survey                    |
| 316556 | 2011 BD102             | 17 d'octubre de 2003   | Kitt Peak            | Spacewatch                           |
| 316557 | 2011 CD3               | 25 d'abril de 2001     | Anderson Mesa        | LONEOS                               |
| 316558 | 2011 CR29              | 5 d'abril de 2000      | Socorro              | LINEAR                               |
| 316559 | 2011 DZ51              | 18 de setembre de 1995 | Kitt Peak            | Spacewatch                           |
| 316560 | 2011 EZ22              | 1 d'octubre de 2005    | Mount Lemmon         | Mt. Lemmon Survey                    |
| 316561 | 2011 EN28              | 17 d'octubre de 2009   | Catalina             | CSS                                  |
| 316562 | 2011 FB45              | 16 d'octubre de 1999   | Kitt Peak            | Spacewatch                           |
| 316563 | 2011 FL56              | 6 de maig de 2002      | Kitt Peak            | Spacewatch                           |
| 316564 | 2011 FJ88              | 13 de febrer de 2002   | Kitt Peak            | Spacewatch                           |
| 316565 | 2011 FG131             | 24 de febrer de 2006   | Mount Lemmon         | Mt. Lemmon Survey                    |
| 316566 | 2011 GN67              | 10 de desembre de 2009 | Mount Lemmon         | Mt. Lemmon Survey                    |
| 316567 | 2011 GY77              | 8 de novembre de 2008  | Kitt Peak            | Spacewatch                           |
| 316568 | 2011 GZ77              | 15 de febrer de 2007   | Catalina             | CSS                                  |
| 316569 | 2011 MD4               | 30 d'octubre de 2005   | Mount Lemmon         | Mt. Lemmon Survey                    |
| 316570 | 2011 QE67              | 12 de setembre de 2007 | Catalina             | CSS                                  |
| 316571 | 2011 RA19              | 20 d'agost de 2006     | Palomar              | NEAT                                 |
| 316572 | 2011 SW24              | 10 de març de 1997     | Kitt Peak            | Spacewatch                           |
| 316573 | 2011 SM47              | 19 de setembre de 2006 | Catalina             | CSS                                  |
| 316574 | 2011 SX105             | 27 de setembre de 2006 | Catalina             | CSS                                  |
| 316575 | 2011 SL116             | 1 d'agost de 2000      | Cerro Tololo         | M. W. Buie                           |
| 316576 | 2011 SS116             | 30 de desembre de 2008 | Kitt Peak            | Spacewatch                           |
| 316577 | 2011 SB210             | 7 de febrer de 2002    | Kitt Peak            | Spacewatch                           |
| 316578 | 2011 SV254             | 11 d'octubre de 2004   | Kitt Peak            | Spacewatch                           |
| 316579 | 2011 TD5               | 28 d'agost de 2006     | Kitt Peak            | Spacewatch                           |
| 316580 | 2011 TR5               | 8 de setembre de 2001  | Socorro              | LINEAR                               |
| 316581 | 2011 TX14              | 26 d'agost de 2000     | Socorro              | LINEAR                               |
| 316582 | 2011 US13              | 24 de març de 2003     | Kitt Peak            | Spacewatch                           |
| 316583 | 2011 UU25              | 8 de gener de 2002     | Kitt Peak            | Spacewatch                           |
| 316584 | 2011 UJ61              | 17 de març de 2004     | Catalina             | CSS                                  |
| 316585 | 2011 UV80              | 27 de setembre de 2006 | Mount Lemmon         | Mt. Lemmon Survey                    |
| 316586 | 2011 UV146             | 14 de setembre de 2010 | Piszkesteto          | K. Sarneczky                         |
| 316587 | 2011 UH157             | 15 d'octubre de 2002   | Palomar              | NEAT                                 |
| 316588 | 2011 UA159             | 15 de març de 2002     | Kitt Peak            | Spacewatch                           |
| 316589 | 2011 UQ162             | 16 d'agost de 2004     | Siding Spring        | Siding Spring Survey                 |
| 316590 | 2011 UX162             | 25 de gener de 2009    | Catalina             | CSS                                  |
| 316591 | 2011 UA172             | 23 de setembre de 2000 | Anderson Mesa        | LONEOS                               |
| 316592 | 2011 US173             | 16 d'abril de 2004     | Socorro              | LINEAR                               |
| 316593 | 2011 UY186             | 25 d'agost de 2001     | Socorro              | LINEAR                               |
| 316594 | 2011 UL190             | 15 de novembre de 1998 | Kitt Peak            | Spacewatch                           |
| 316595 | 2011 UV198             | 29 de setembre de 2005 | Kitt Peak            | Spacewatch                           |
| 316596 | 2011 UR200             | 20 de novembre de 2006 | Mount Lemmon         | Mt. Lemmon Survey                    |
| 316597 | 2011 UT206             | 26 de novembre de 1998 | Anderson Mesa        | LONEOS                               |
| 316598 | 2011 UW289             | 29 de febrer de 2008   | XuYi                 | PMO NEO Survey Program               |
| 316599 | 2011 UX311             | 6 d'agost de 2005      | Palomar              | NEAT                                 |
| 316600 | 2011 UC331             | 14 de maig de 2005     | Mount Lemmon         | Mt. Lemmon Survey                    |

## 316601-316700
| Nom    | Designació provisional | Data de descobriment   | Lloc de descobriment | Descobridor/s                                          |
| ------ | ---------------------- | ---------------------- | -------------------- | ------------------------------------------------------ |
| 316601 | 2011 UQ337             | 27 de desembre de 1999 | Kitt Peak            | Spacewatch                                             |
| 316602 | 2011 US338             | 18 d'octubre de 1995   | Kitt Peak            | Spacewatch                                             |
| 316603 | 2011 UJ359             | 12 de setembre de 2001 | Kitt Peak            | Spacewatch                                             |
| 316604 | 2011 VG5               | 4 de juny de 2003      | Kitt Peak            | Spacewatch                                             |
| 316605 | 2011 VM16              | 16 de novembre de 2006 | Mount Lemmon         | Mt. Lemmon Survey                                      |
| 316606 | 2011 VZ18              | 15 de desembre de 1998 | Caussols             | ODAS                                                   |
| 316607 | 2011 WC3               | 12 d'octubre de 2005   | Kitt Peak            | Spacewatch                                             |
| 316608 | 2011 WC10              | 28 de setembre de 2006 | Mount Lemmon         | Mt. Lemmon Survey                                      |
| 316609 | 2011 WU16              | 7 d'octubre de 2004    | Socorro              | LINEAR                                                 |
| 316610 | 2011 WK27              | 16 de setembre de 2006 | Catalina             | CSS                                                    |
| 316611 | 2011 WA30              | 26 d'abril de 2006     | Siding Spring        | Siding Spring Survey                                   |
| 316612 | 2011 WS35              | 18 de maig de 2002     | Palomar              | NEAT                                                   |
| 316613 | 2011 WV38              | 9 d'octubre de 2002    | Socorro              | LINEAR                                                 |
| 316614 | 2011 WX41              | 22 de maig de 2006     | Kitt Peak            | Spacewatch                                             |
| 316615 | 2011 WO43              | 7 d'octubre de 2002    | Haleakala            | NEAT                                                   |
| 316616 | 2011 WT43              | 24 de setembre de 1960 | Palomar              | C. J. van Houten, I. van Houten-Groeneveld, T. Gehrels |
| 316617 | 2011 WJ46              | 16 de setembre de 2009 | Catalina             | CSS                                                    |
| 316618 | 2011 WJ57              | 3 de maig de 2003      | Kitt Peak            | Spacewatch                                             |
| 316619 | 2011 WU57              | 29 d'octubre de 2005   | Catalina             | CSS                                                    |
| 316620 | 2011 WY63              | 26 de març de 2001     | Kitt Peak            | Spacewatch                                             |
| 316621 | 2011 WN70              | 31 d'agost de 2005     | Kitt Peak            | Spacewatch                                             |
| 316622 | 2011 WB71              | 28 de setembre de 2006 | Catalina             | CSS                                                    |
| 316623 | 2011 WH85              | 4 de novembre de 2002  | Kitt Peak            | Spacewatch                                             |
| 316624 | 2011 WM88              | 20 de gener de 2001    | Haleakala            | NEAT                                                   |
| 316625 | 2011 WF89              | 5 de juliol de 2005    | Kitt Peak            | Spacewatch                                             |
| 316626 | 2011 WT90              | 16 d'octubre de 1998   | Kitt Peak            | Spacewatch                                             |
| 316627 | 2011 WH100             | 5 d'abril de 2003      | Kitt Peak            | Spacewatch                                             |
| 316628 | 2011 WL112             | 6 de desembre de 2002  | Socorro              | LINEAR                                                 |
| 316629 | 2011 WR113             | 19 de juny de 2007     | Kitt Peak            | Spacewatch                                             |
| 316630 | 2011 WF114             | 29 de novembre de 1995 | Kitt Peak            | Spacewatch                                             |
| 316631 | 2011 WY114             | 30 d'octubre de 2005   | Mount Lemmon         | Mt. Lemmon Survey                                      |
| 316632 | 2011 WS116             | 17 d'agost de 2002     | Haleakala            | NEAT                                                   |
| 316633 | 2011 WR119             | 20 d'octubre de 2006   | Kitt Peak            | Spacewatch                                             |
| 316634 | 2011 WK126             | 29 de desembre de 2003 | Kitt Peak            | Spacewatch                                             |
| 316635 | 2011 XO                | 26 de maig de 2006     | Mount Lemmon         | Mt. Lemmon Survey                                      |
| 316636 | 2011 XY                | 24 de desembre de 1997 | Xinglong             | Beijing Schmidt CCD Asteroid Program                   |
| 316637 | 2011 XK1               | 27 de setembre de 2006 | Catalina             | CSS                                                    |
| 316638 | 2011 YA2               | 22 de maig de 2006     | Kitt Peak            | Spacewatch                                             |
| 316639 | 2011 YA22              | 25 d'octubre de 2005   | Kitt Peak            | Spacewatch                                             |
| 316640 | 2011 YA23              | 26 d'octubre de 2005   | Kitt Peak            | Spacewatch                                             |
| 316641 | 2011 YF23              | 5 de novembre de 2005  | Mount Lemmon         | Mt. Lemmon Survey                                      |
| 316642 | 2011 YU23              | 28 de setembre de 2003 | Anderson Mesa        | LONEOS                                                 |
| 316643 | 2011 YV25              | 10 de març de 2005     | Catalina             | CSS                                                    |
| 316644 | 2011 YE26              | 25 d'agost de 1995     | Kitt Peak            | Spacewatch                                             |
| 316645 | 2011 YF35              | 13 de febrer de 2004   | Kitt Peak            | Spacewatch                                             |
| 316646 | 2011 YS37              | 26 de setembre de 2003 | Apache Point         | Sloan Digital Sky Survey                               |
| 316647 | 2011 YU38              | 28 de gener de 1996    | Kitt Peak            | Spacewatch                                             |
| 316648 | 2011 YU57              | 22 de novembre de 2005 | Kitt Peak            | Spacewatch                                             |
| 316649 | 1019 T-2               | 29 de setembre de 1973 | Palomar              | C. J. van Houten, I. van Houten-Groeneveld, T. Gehrels |
| 316650 | 1987 UL                | 17 d'octubre de 1987   | Palomar              | C. S. Shoemaker                                        |
| 316651 | 1990 OL                | 22 de juliol de 1990   | Palomar              | E. F. Helin                                            |
| 316652 | 1992 EK13              | 2 de març de 1992      | La Silla             | UESAC                                                  |
| 316653 | 1993 BV8               | 21 de gener de 1993    | Kitt Peak            | Spacewatch                                             |
| 316654 | 1993 NF1               | 12 de juliol de 1993   | La Silla             | E. W. Elst                                             |
| 316655 | 1993 TT7               | 9 d'octubre de 1993    | Kitt Peak            | Spacewatch                                             |
| 316656 | 1993 TQ10              | 15 d'octubre de 1993   | Kitt Peak            | Spacewatch                                             |
| 316657 | 1993 TQ22              | 9 d'octubre de 1993    | La Silla             | E. W. Elst                                             |
| 316658 | 1993 TC46              | 10 d'octubre de 1993   | La Silla             | E. W. Elst                                             |
| 316659 | 1993 UV1               | 20 d'octubre de 1993   | Kitt Peak            | Spacewatch                                             |
| 316660 | 1993 YM1               | 16 de desembre de 1993 | Kitt Peak            | Spacewatch                                             |
| 316661 | 1994 JZ3               | 3 de maig de 1994      | Kitt Peak            | Spacewatch                                             |
| 316662 | 1994 SZ1               | 27 de setembre de 1994 | Kitt Peak            | Spacewatch                                             |
| 316663 | 1994 SV11              | 29 de setembre de 1994 | Kitt Peak            | Spacewatch                                             |
| 316664 | 1995 BU11              | 29 de gener de 1995    | Kitt Peak            | Spacewatch                                             |
| 316665 | 1995 DD6               | 24 de febrer de 1995   | Kitt Peak            | Spacewatch                                             |
| 316666 | 1995 DG10              | 25 de febrer de 1995   | Kitt Peak            | Spacewatch                                             |
| 316667 | 1995 FG4               | 23 de març de 1995     | Kitt Peak            | Spacewatch                                             |
| 316668 | 1995 OT10              | 22 de juliol de 1995   | Kitt Peak            | Spacewatch                                             |
| 316669 | 1995 OE16              | 26 de juliol de 1995   | Kitt Peak            | Spacewatch                                             |
| 316670 | 1995 QE14              | 27 d'agost de 1995     | Kitt Peak            | Spacewatch                                             |
| 316671 | 1995 RN                | 1 de setembre de 1995  | Haleakala            | AMOS                                                   |
| 316672 | 1995 SD20              | 18 de setembre de 1995 | Kitt Peak            | Spacewatch                                             |
| 316673 | 1995 ST22              | 19 de setembre de 1995 | Kitt Peak            | Spacewatch                                             |
| 316674 | 1995 SH25              | 19 de setembre de 1995 | Kitt Peak            | Spacewatch                                             |
| 316675 | 1995 SO48              | 26 de setembre de 1995 | Kitt Peak            | Spacewatch                                             |
| 316676 | 1995 SM63              | 25 de setembre de 1995 | Kitt Peak            | Spacewatch                                             |
| 316677 | 1995 TU11              | 15 d'octubre de 1995   | Kitt Peak            | Spacewatch                                             |
| 316678 | 1995 UO12              | 17 d'octubre de 1995   | Kitt Peak            | Spacewatch                                             |
| 316679 | 1995 UD16              | 17 d'octubre de 1995   | Kitt Peak            | Spacewatch                                             |
| 316680 | 1995 UM20              | 19 d'octubre de 1995   | Kitt Peak            | Spacewatch                                             |
| 316681 | 1995 UO58              | 17 d'octubre de 1995   | Kitt Peak            | Spacewatch                                             |
| 316682 | 1995 US61              | 24 d'octubre de 1995   | Kitt Peak            | Spacewatch                                             |
| 316683 | 1995 UJ80              | 19 d'octubre de 1995   | Kitt Peak            | Spacewatch                                             |
| 316684 | 1995 VT11              | 15 de novembre de 1995 | Kitt Peak            | Spacewatch                                             |
| 316685 | 1996 AS10              | 13 de gener de 1996    | Kitt Peak            | Spacewatch                                             |
| 316686 | 1996 BX9               | 21 de gener de 1996    | Kitt Peak            | Spacewatch                                             |
| 316687 | 1996 BX12              | 27 de gener de 1996    | Kitt Peak            | Spacewatch                                             |
| 316688 | 1996 BE14              | 16 de gener de 1996    | Kitt Peak            | Spacewatch                                             |
| 316689 | 1996 EX5               | 11 de març de 1996     | Kitt Peak            | Spacewatch                                             |
| 316690 | 1996 EA8               | 11 de març de 1996     | Kitt Peak            | Spacewatch                                             |
| 316691 | 1996 GQ5               | 11 d'abril de 1996     | Kitt Peak            | Spacewatch                                             |
| 316692 | 1996 GX5               | 11 d'abril de 1996     | Kitt Peak            | Spacewatch                                             |
| 316693 | 1996 JU4               | 10 de maig de 1996     | Kitt Peak            | Spacewatch                                             |
| 316694 | 1996 TW1               | 3 d'octubre de 1996    | Xinglong             | Beijing Schmidt CCD Asteroid Program                   |
| 316695 | 1996 TE9               | 13 d'octubre de 1996   | Haleakala            | NEAT                                                   |
| 316696 | 1996 TG17              | 4 d'octubre de 1996    | Kitt Peak            | Spacewatch                                             |
| 316697 | 1996 TE26              | 7 d'octubre de 1996    | Kitt Peak            | Spacewatch                                             |
| 316698 | 1996 TF30              | 7 d'octubre de 1996    | Kitt Peak            | Spacewatch                                             |
| 316699 | 1996 TR46              | 10 d'octubre de 1996   | Kitt Peak            | Spacewatch                                             |
| 316700 | 1996 VQ9               | 3 de novembre de 1996  | Kitt Peak            | Spacewatch                                             |

## 316701-316800
| Nom                 | Designació provisional | Data de descobriment   | Lloc de descobriment | Descobridor/s            |
| ------------------- | ---------------------- | ---------------------- | -------------------- | ------------------------ |
| 316701              | 1996 VQ14              | 5 de novembre de 1996  | Kitt Peak            | Spacewatch               |
| 316702              | 1996 VH18              | 6 de novembre de 1996  | Kitt Peak            | Spacewatch               |
| 316703              | 1996 VF26              | 10 de novembre de 1996 | Kitt Peak            | Spacewatch               |
| 316704              | 1996 XT3               | 2 de desembre de 1996  | Kitt Peak            | Spacewatch               |
| 316705              | 1996 XA16              | 4 de desembre de 1996  | Kitt Peak            | Spacewatch               |
| 316706              | 1996 XA20              | 12 de desembre de 1996 | Prescott             | P. G. Comba              |
| 316707              | 1997 CP11              | 3 de febrer de 1997    | Kitt Peak            | Spacewatch               |
| 316708              | 1997 EU26              | 4 de març de 1997      | Kitt Peak            | Spacewatch               |
| 316709              | 1997 EE60              | 6 de març de 1997      | Palomar              | A. Lowe                  |
| 316710              | 1997 GQ2               | 7 d'abril de 1997      | Kitt Peak            | Spacewatch               |
| 316711              | 1997 GA5               | 7 d'abril de 1997      | Kitt Peak            | Spacewatch               |
| 316712              | 1997 SD3               | 25 de setembre de 1997 | Farra d'Isonzo       | Farra d'Isonzo           |
| 316713              | 1997 SA8               | 23 de setembre de 1997 | Kitt Peak            | Spacewatch               |
| 316714              | 1997 SB13              | 28 de setembre de 1997 | Kitt Peak            | Spacewatch               |
| 316715              | 1997 TO20              | 3 d'octubre de 1997    | Kitt Peak            | Spacewatch               |
| 316716              | 1997 WS6               | 23 de novembre de 1997 | Kitt Peak            | Spacewatch               |
| 316717              | 1997 WN20              | 25 de novembre de 1997 | Kitt Peak            | Spacewatch               |
| 316718              | 1997 XM3               | 3 de desembre de 1997  | Caussols             | ODAS                     |
| 316719              | 1997 YY13              | 31 de desembre de 1997 | Oizumi               | T. Kobayashi             |
| 316720              | 1998 BE7               | 24 de gener de 1998    | Haleakala            | NEAT                     |
| 316721              | 1998 BB20              | 22 de gener de 1998    | Kitt Peak            | Spacewatch               |
| 316722              | 1998 DQ17              | 23 de febrer de 1998   | Kitt Peak            | Spacewatch               |
| 316723              | 1998 DV21              | 22 de febrer de 1998   | Kitt Peak            | Spacewatch               |
| 316724              | 1998 FX132             | 20 de març de 1998     | Socorro              | LINEAR                   |
| 316725              | 1998 HC4               | 19 d'abril de 1998     | Kitt Peak            | Spacewatch               |
| 316726              | 1998 HA7               | 23 d'abril de 1998     | Socorro              | LINEAR                   |
| 316727              | 1998 QF58              | 30 d'agost de 1998     | Kitt Peak            | Spacewatch               |
| 316728              | 1998 QB60              | 26 d'agost de 1998     | Kitt Peak            | Spacewatch               |
| 316729              | 1998 QU94              | 19 d'agost de 1998     | Socorro              | LINEAR                   |
| 316730              | 1998 RW2               | 13 de setembre de 1998 | Kitt Peak            | Spacewatch               |
| 316731              | 1998 RG81              | 14 de setembre de 1998 | Kitt Peak            | Spacewatch               |
| 316732              | 1998 SY20              | 21 de setembre de 1998 | Kitt Peak            | Spacewatch               |
| 316733              | 1998 ST120             | 26 de setembre de 1998 | Socorro              | LINEAR                   |
| 316734              | 1998 SE125             | 26 de setembre de 1998 | Socorro              | LINEAR                   |
| 316735              | 1998 SR166             | 21 de setembre de 1998 | Anderson Mesa        | LONEOS                   |
| 316736              | 1998 UJ9               | 16 d'octubre de 1998   | Kitt Peak            | Spacewatch               |
| 316737              | 1998 UW9               | 16 d'octubre de 1998   | Kitt Peak            | Spacewatch               |
| 316738              | 1998 WB35              | 18 de novembre de 1998 | Kitt Peak            | Spacewatch               |
| 316739              | 1998 WM38              | 21 de novembre de 1998 | Kitt Peak            | Spacewatch               |
| 316740              | 1998 WG39              | 15 de novembre de 1998 | Kitt Peak            | Spacewatch               |
| 316741 Janefletcher | 1998 WS44              | 17 de novembre de 1998 | La Palma             | A. Fitzsimmons           |
| 316742              | 1998 XQ7               | 8 de desembre de 1998  | Kitt Peak            | Spacewatch               |
| 316743              | 1999 AQ7               | 13 de gener de 1999    | Socorro              | LINEAR                   |
| 316744              | 1999 AC31              | 14 de gener de 1999    | Kitt Peak            | Spacewatch               |
| 316745              | 1999 CM134             | 7 de febrer de 1999    | Kitt Peak            | Spacewatch               |
| 316746              | 1999 FT81              | 20 de març de 1999     | Apache Point         | Sloan Digital Sky Survey |
| 316747              | 1999 FC88              | 21 de març de 1999     | Apache Point         | Sloan Digital Sky Survey |
| 316748              | 1999 GV62              | 12 d'abril de 1999     | Kitt Peak            | Spacewatch               |
| 316749              | 1999 JQ7               | 8 de maig de 1999      | Catalina             | CSS                      |
| 316750              | 1999 JG47              | 10 de maig de 1999     | Socorro              | LINEAR                   |
| 316751              | 1999 JH91              | 12 de maig de 1999     | Socorro              | LINEAR                   |
| 316752              | 1999 QV2               | 21 d'agost de 1999     | Kitt Peak            | Spacewatch               |
| 316753              | 1999 RR7               | 3 de setembre de 1999  | Kitt Peak            | Spacewatch               |
| 316754              | 1999 RN17              | 7 de setembre de 1999  | Socorro              | LINEAR                   |
| 316755              | 1999 RZ35              | 12 de setembre de 1999 | Prescott             | P. G. Comba              |
| 316756              | 1999 RW44              | 13 de setembre de 1999 | Promiod              | G. A. Sala               |
| 316757              | 1999 RK219             | 6 de setembre de 1999  | Kitt Peak            | Spacewatch               |
| 316758              | 1999 RY246             | 4 de setembre de 1999  | Catalina             | CSS                      |
| 316759              | 1999 SV3               | 29 de setembre de 1999 | Socorro              | LINEAR                   |
| 316760              | 1999 SJ19              | 30 de setembre de 1999 | Catalina             | CSS                      |
| 316761              | 1999 TB23              | 3 d'octubre de 1999    | Kitt Peak            | Spacewatch               |
| 316762              | 1999 TK33              | 4 d'octubre de 1999    | Socorro              | LINEAR                   |
| 316763              | 1999 TG41              | 2 d'octubre de 1999    | Kitt Peak            | Spacewatch               |
| 316764              | 1999 TG44              | 3 d'octubre de 1999    | Kitt Peak            | Spacewatch               |
| 316765              | 1999 TY44              | 3 d'octubre de 1999    | Kitt Peak            | Spacewatch               |
| 316766              | 1999 TW45              | 3 d'octubre de 1999    | Kitt Peak            | Spacewatch               |
| 316767              | 1999 TZ48              | 4 d'octubre de 1999    | Kitt Peak            | Spacewatch               |
| 316768              | 1999 TN49              | 4 d'octubre de 1999    | Kitt Peak            | Spacewatch               |
| 316769              | 1999 TD52              | 4 d'octubre de 1999    | Kitt Peak            | Spacewatch               |
| 316770              | 1999 TH52              | 4 d'octubre de 1999    | Kitt Peak            | Spacewatch               |
| 316771              | 1999 TT53              | 6 d'octubre de 1999    | Kitt Peak            | Spacewatch               |
| 316772              | 1999 TR72              | 9 d'octubre de 1999    | Kitt Peak            | Spacewatch               |
| 316773              | 1999 TB74              | 10 d'octubre de 1999   | Kitt Peak            | Spacewatch               |
| 316774              | 1999 TG79              | 11 d'octubre de 1999   | Kitt Peak            | Spacewatch               |
| 316775              | 1999 TU123             | 15 d'octubre de 1999   | Socorro              | LINEAR                   |
| 316776              | 1999 TH134             | 6 d'octubre de 1999    | Socorro              | LINEAR                   |
| 316777              | 1999 TB137             | 30 de setembre de 1999 | Catalina             | CSS                      |
| 316778              | 1999 TT139             | 6 d'octubre de 1999    | Socorro              | LINEAR                   |
| 316779              | 1999 TP141             | 6 d'octubre de 1999    | Socorro              | LINEAR                   |
| 316780              | 1999 TU148             | 7 d'octubre de 1999    | Socorro              | LINEAR                   |
| 316781              | 1999 TJ150             | 7 d'octubre de 1999    | Socorro              | LINEAR                   |
| 316782              | 1999 TL153             | 7 d'octubre de 1999    | Socorro              | LINEAR                   |
| 316783              | 1999 TM154             | 7 d'octubre de 1999    | Socorro              | LINEAR                   |
| 316784              | 1999 TV160             | 9 d'octubre de 1999    | Socorro              | LINEAR                   |
| 316785              | 1999 TA166             | 10 d'octubre de 1999   | Socorro              | LINEAR                   |
| 316786              | 1999 TV170             | 10 d'octubre de 1999   | Socorro              | LINEAR                   |
| 316787              | 1999 TA172             | 10 d'octubre de 1999   | Socorro              | LINEAR                   |
| 316788              | 1999 TP173             | 10 d'octubre de 1999   | Socorro              | LINEAR                   |
| 316789              | 1999 TW179             | 10 d'octubre de 1999   | Socorro              | LINEAR                   |
| 316790              | 1999 TS197             | 12 d'octubre de 1999   | Socorro              | LINEAR                   |
| 316791              | 1999 TS201             | 13 d'octubre de 1999   | Socorro              | LINEAR                   |
| 316792              | 1999 TU229             | 6 d'octubre de 1999    | Socorro              | LINEAR                   |
| 316793              | 1999 TM237             | 4 d'octubre de 1999    | Kitt Peak            | Spacewatch               |
| 316794              | 1999 TU237             | 4 d'octubre de 1999    | Kitt Peak            | Spacewatch               |
| 316795              | 1999 TK243             | 6 d'octubre de 1999    | Socorro              | LINEAR                   |
| 316796              | 1999 TW253             | 11 d'octubre de 1999   | Kitt Peak            | Spacewatch               |
| 316797              | 1999 TE259             | 9 d'octubre de 1999    | Socorro              | LINEAR                   |
| 316798              | 1999 TL300             | 3 d'octubre de 1999    | Kitt Peak            | Spacewatch               |
| 316799              | 1999 US15              | 29 d'octubre de 1999   | Catalina             | CSS                      |
| 316800              | 1999 UM27              | 30 d'octubre de 1999   | Kitt Peak            | Spacewatch               |

## 316801-316900
| Nom    | Designació provisional | Data de descobriment   | Lloc de descobriment | Descobridor/s            |
| ------ | ---------------------- | ---------------------- | -------------------- | ------------------------ |
| 316801 | 1999 UB29              | 31 d'octubre de 1999   | Kitt Peak            | Spacewatch               |
| 316802 | 1999 UA32              | 31 d'octubre de 1999   | Kitt Peak            | Spacewatch               |
| 316803 | 1999 UK33              | 31 d'octubre de 1999   | Kitt Peak            | Spacewatch               |
| 316804 | 1999 UF35              | 31 d'octubre de 1999   | Kitt Peak            | Spacewatch               |
| 316805 | 1999 VB63              | 4 de novembre de 1999  | Socorro              | LINEAR                   |
| 316806 | 1999 VL73              | 1 de novembre de 1999  | Kitt Peak            | Spacewatch               |
| 316807 | 1999 VK99              | 9 de novembre de 1999  | Socorro              | LINEAR                   |
| 316808 | 1999 VX99              | 9 de novembre de 1999  | Socorro              | LINEAR                   |
| 316809 | 1999 VQ106             | 9 de novembre de 1999  | Socorro              | LINEAR                   |
| 316810 | 1999 VE109             | 9 de novembre de 1999  | Socorro              | LINEAR                   |
| 316811 | 1999 VF121             | 4 de novembre de 1999  | Kitt Peak            | Spacewatch               |
| 316812 | 1999 VY129             | 11 de novembre de 1999 | Kitt Peak            | Spacewatch               |
| 316813 | 1999 VT161             | 14 de novembre de 1999 | Socorro              | LINEAR                   |
| 316814 | 1999 VC165             | 14 de novembre de 1999 | Socorro              | LINEAR                   |
| 316815 | 1999 VO167             | 14 de novembre de 1999 | Socorro              | LINEAR                   |
| 316816 | 1999 VH206             | 6 d'octubre de 1999    | Socorro              | LINEAR                   |
| 316817 | 1999 VO207             | 12 de novembre de 1999 | Socorro              | LINEAR                   |
| 316818 | 1999 VG209             | 14 de novembre de 1999 | Socorro              | LINEAR                   |
| 316819 | 1999 VR215             | 3 de novembre de 1999  | Socorro              | LINEAR                   |
| 316820 | 1999 VY215             | 1 de novembre de 1999  | Kitt Peak            | Spacewatch               |
| 316821 | 1999 VW217             | 6 d'octubre de 1999    | Socorro              | LINEAR                   |
| 316822 | 1999 WS15              | 29 de novembre de 1999 | Kitt Peak            | Spacewatch               |
| 316823 | 1999 WS25              | 29 de novembre de 1999 | Kitt Peak            | Spacewatch               |
| 316824 | 1999 XK65              | 7 de desembre de 1999  | Socorro              | LINEAR                   |
| 316825 | 1999 XG149             | 8 de desembre de 1999  | Kitt Peak            | Spacewatch               |
| 316826 | 1999 XJ152             | 8 de desembre de 1999  | Kitt Peak            | Spacewatch               |
| 316827 | 1999 XL225             | 13 de desembre de 1999 | Kitt Peak            | Spacewatch               |
| 316828 | 1999 XZ236             | 5 de desembre de 1999  | Catalina             | CSS                      |
| 316829 | 1999 YS                | 16 de desembre de 1999 | Socorro              | LINEAR                   |
| 316830 | 2000 AS146             | 7 de gener de 2000     | Socorro              | LINEAR                   |
| 316831 | 2000 BP9               | 26 de gener de 2000    | Kitt Peak            | Spacewatch               |
| 316832 | 2000 BM20              | 26 de gener de 2000    | Kitt Peak            | Spacewatch               |
| 316833 | 2000 BC52              | 27 de gener de 2000    | Kitt Peak            | Spacewatch               |
| 316834 | 2000 CO74              | 8 de febrer de 2000    | Kitt Peak            | Spacewatch               |
| 316835 | 2000 CB101             | 28 de gener de 2000    | Kitt Peak            | Spacewatch               |
| 316836 | 2000 CQ132             | 4 de febrer de 2000    | Kitt Peak            | Spacewatch               |
| 316837 | 2000 CW140             | 6 de febrer de 2000    | Kitt Peak            | Spacewatch               |
| 316838 | 2000 CF142             | 3 de febrer de 2000    | Kitt Peak            | Spacewatch               |
| 316839 | 2000 DS9               | 26 de febrer de 2000   | Kitt Peak            | Spacewatch               |
| 316840 | 2000 DB12              | 27 de febrer de 2000   | Kitt Peak            | Spacewatch               |
| 316841 | 2000 DA90              | 27 de febrer de 2000   | Kitt Peak            | Spacewatch               |
| 316842 | 2000 ER99              | 12 de març de 2000     | Kitt Peak            | Spacewatch               |
| 316843 | 2000 EW123             | 11 de març de 2000     | Anderson Mesa        | LONEOS                   |
| 316844 | 2000 EP170             | 5 de març de 2000      | Socorro              | LINEAR                   |
| 316845 | 2000 FG2               | 25 de març de 2000     | Kitt Peak            | Spacewatch               |
| 316846 | 2000 FZ72              | 26 de març de 2000     | Anderson Mesa        | LONEOS                   |
| 316847 | 2000 GQ9               | 5 d'abril de 2000      | Socorro              | LINEAR                   |
| 316848 | 2000 GW19              | 5 d'abril de 2000      | Socorro              | LINEAR                   |
| 316849 | 2000 GH47              | 5 d'abril de 2000      | Socorro              | LINEAR                   |
| 316850 | 2000 GS120             | 5 d'abril de 2000      | Kitt Peak            | Spacewatch               |
| 316851 | 2000 GT130             | 6 d'abril de 2000      | Kitt Peak            | Spacewatch               |
| 316852 | 2000 GH145             | 10 d'abril de 2000     | Kitt Peak            | Spacewatch               |
| 316853 | 2000 HJ8               | 27 d'abril de 2000     | Socorro              | LINEAR                   |
| 316854 | 2000 HA83              | 29 d'abril de 2000     | Socorro              | LINEAR                   |
| 316855 | 2000 JK72              | 1 de maig de 2000      | Kitt Peak            | Spacewatch               |
| 316856 | 2000 JU78              | 4 de maig de 2000      | Kitt Peak            | Spacewatch               |
| 316857 | 2000 NH10              | 6 de juliol de 2000    | Anderson Mesa        | LONEOS                   |
| 316858 | 2000 PW6               | 4 d'agost de 2000      | Socorro              | LINEAR                   |
| 316859 | 2000 QN4               | 24 d'agost de 2000     | Socorro              | LINEAR                   |
| 316860 | 2000 QX17              | 24 d'agost de 2000     | Socorro              | LINEAR                   |
| 316861 | 2000 QA43              | 24 d'agost de 2000     | Socorro              | LINEAR                   |
| 316862 | 2000 QV56              | 26 d'agost de 2000     | Socorro              | LINEAR                   |
| 316863 | 2000 QF70              | 26 d'agost de 2000     | Socorro              | LINEAR                   |
| 316864 | 2000 QB81              | 24 d'agost de 2000     | Socorro              | LINEAR                   |
| 316865 | 2000 QT113             | 24 d'agost de 2000     | Socorro              | LINEAR                   |
| 316866 | 2000 QD124             | 26 d'agost de 2000     | Socorro              | LINEAR                   |
| 316867 | 2000 QH144             | 31 d'agost de 2000     | Socorro              | LINEAR                   |
| 316868 | 2000 QY147             | 31 d'agost de 2000     | Socorro              | LINEAR                   |
| 316869 | 2000 QW153             | 29 d'agost de 2000     | Socorro              | LINEAR                   |
| 316870 | 2000 QE174             | 31 d'agost de 2000     | Socorro              | LINEAR                   |
| 316871 | 2000 QD180             | 31 d'agost de 2000     | Socorro              | LINEAR                   |
| 316872 | 2000 QO192             | 26 d'agost de 2000     | Socorro              | LINEAR                   |
| 316873 | 2000 QU223             | 24 d'agost de 2000     | Socorro              | LINEAR                   |
| 316874 | 2000 QP254             | 31 d'agost de 2000     | Socorro              | LINEAR                   |
| 316875 | 2000 RU26              | 1 de setembre de 2000  | Socorro              | LINEAR                   |
| 316876 | 2000 RF43              | 3 de setembre de 2000  | Socorro              | LINEAR                   |
| 316877 | 2000 RY70              | 2 de setembre de 2000  | Socorro              | LINEAR                   |
| 316878 | 2000 RF91              | 3 de setembre de 2000  | Socorro              | LINEAR                   |
| 316879 | 2000 RS96              | 4 de setembre de 2000  | Anderson Mesa        | LONEOS                   |
| 316880 | 2000 RM107             | 3 de setembre de 2000  | Apache Point         | Sloan Digital Sky Survey |
| 316881 | 2000 SB17              | 23 de setembre de 2000 | Socorro              | LINEAR                   |
| 316882 | 2000 SC19              | 23 de setembre de 2000 | Socorro              | LINEAR                   |
| 316883 | 2000 SA24              | 24 de setembre de 2000 | Socorro              | LINEAR                   |
| 316884 | 2000 SL24              | 26 de setembre de 2000 | Socorro              | LINEAR                   |
| 316885 | 2000 SO28              | 23 de setembre de 2000 | Socorro              | LINEAR                   |
| 316886 | 2000 SZ31              | 24 de setembre de 2000 | Socorro              | LINEAR                   |
| 316887 | 2000 SZ41              | 24 de setembre de 2000 | Socorro              | LINEAR                   |
| 316888 | 2000 SG48              | 23 de setembre de 2000 | Socorro              | LINEAR                   |
| 316889 | 2000 SF54              | 24 de setembre de 2000 | Socorro              | LINEAR                   |
| 316890 | 2000 SY57              | 24 de setembre de 2000 | Socorro              | LINEAR                   |
| 316891 | 2000 SN80              | 24 de setembre de 2000 | Socorro              | LINEAR                   |
| 316892 | 2000 SJ93              | 23 de setembre de 2000 | Socorro              | LINEAR                   |
| 316893 | 2000 SD100             | 23 de setembre de 2000 | Socorro              | LINEAR                   |
| 316894 | 2000 SV135             | 23 de setembre de 2000 | Socorro              | LINEAR                   |
| 316895 | 2000 SW138             | 23 de setembre de 2000 | Socorro              | LINEAR                   |
| 316896 | 2000 SY140             | 23 de setembre de 2000 | Socorro              | LINEAR                   |
| 316897 | 2000 SR190             | 23 de setembre de 2000 | Kitt Peak            | Spacewatch               |
| 316898 | 2000 SN195             | 24 de setembre de 2000 | Socorro              | LINEAR                   |
| 316899 | 2000 SP214             | 26 de setembre de 2000 | Socorro              | LINEAR                   |
| 316900 | 2000 SQ227             | 27 de setembre de 2000 | Socorro              | LINEAR                   |

## 316901-317000
| Nom    | Designació provisional | Data de descobriment   | Lloc de descobriment | Descobridor/s            |
| ------ | ---------------------- | ---------------------- | -------------------- | ------------------------ |
| 316901 | 2000 SV227             | 28 de setembre de 2000 | Socorro              | LINEAR                   |
| 316902 | 2000 SW282             | 23 de setembre de 2000 | Socorro              | LINEAR                   |
| 316903 | 2000 SD289             | 27 de setembre de 2000 | Socorro              | LINEAR                   |
| 316904 | 2000 SC290             | 27 de setembre de 2000 | Socorro              | LINEAR                   |
| 316905 | 2000 SO362             | 19 de setembre de 2000 | Haleakala            | NEAT                     |
| 316906 | 2000 TJ2               | 2 d'octubre de 2000    | Anza                 | M. Collins, R. Sipe      |
| 316907 | 2000 TJ20              | 1 d'octubre de 2000    | Socorro              | LINEAR                   |
| 316908 | 2000 TG27              | 24 de setembre de 2000 | Socorro              | LINEAR                   |
| 316909 | 2000 TK54              | 1 d'octubre de 2000    | Socorro              | LINEAR                   |
| 316910 | 2000 UY17              | 24 d'octubre de 2000   | Socorro              | LINEAR                   |
| 316911 | 2000 UN19              | 25 d'octubre de 2000   | Socorro              | LINEAR                   |
| 316912 | 2000 UG23              | 24 d'octubre de 2000   | Socorro              | LINEAR                   |
| 316913 | 2000 UY55              | 24 d'octubre de 2000   | Socorro              | LINEAR                   |
| 316914 | 2000 UT64              | 25 d'octubre de 2000   | Socorro              | LINEAR                   |
| 316915 | 2000 UG107             | 30 d'octubre de 2000   | Socorro              | LINEAR                   |
| 316916 | 2000 VB9               | 1 de novembre de 2000  | Socorro              | LINEAR                   |
| 316917 | 2000 VL21              | 1 de novembre de 2000  | Socorro              | LINEAR                   |
| 316918 | 2000 WZ17              | 21 de novembre de 2000 | Socorro              | LINEAR                   |
| 316919 | 2000 WK22              | 20 de novembre de 2000 | Socorro              | LINEAR                   |
| 316920 | 2000 WW75              | 20 de novembre de 2000 | Socorro              | LINEAR                   |
| 316921 | 2000 WA104             | 27 de novembre de 2000 | Socorro              | LINEAR                   |
| 316922 | 2000 WB165             | 22 de novembre de 2000 | Haleakala            | NEAT                     |
| 316923 | 2000 XC46              | 15 de desembre de 2000 | Socorro              | LINEAR                   |
| 316924 | 2000 YB5               | 19 de desembre de 2000 | Socorro              | LINEAR                   |
| 316925 | 2000 YD34              | 28 de desembre de 2000 | Socorro              | LINEAR                   |
| 316926 | 2000 YV44              | 30 de desembre de 2000 | Socorro              | LINEAR                   |
| 316927 | 2000 YF45              | 30 de desembre de 2000 | Socorro              | LINEAR                   |
| 316928 | 2000 YN51              | 30 de desembre de 2000 | Socorro              | LINEAR                   |
| 316929 | 2000 YC92              | 30 de desembre de 2000 | Socorro              | LINEAR                   |
| 316930 | 2000 YK96              | 30 de desembre de 2000 | Socorro              | LINEAR                   |
| 316931 | 2001 AE                | 1 de gener de 2001     | Kitt Peak            | Spacewatch               |
| 316932 | 2001 AA13              | 2 de gener de 2001     | Socorro              | LINEAR                   |
| 316933 | 2001 AV50              | 15 de gener de 2001    | Kitt Peak            | Spacewatch               |
| 316934 | 2001 AA52              | 5 de gener de 2001     | Socorro              | LINEAR                   |
| 316935 | 2001 BO5               | 19 de gener de 2001    | Socorro              | LINEAR                   |
| 316936 | 2001 BT12              | 21 de gener de 2001    | Kitt Peak            | Spacewatch               |
| 316937 | 2001 BO83              | 26 de gener de 2001    | Kitt Peak            | Spacewatch               |
| 316938 | 2001 CC20              | 3 de febrer de 2001    | Socorro              | LINEAR                   |
| 316939 | 2001 CW20              | 4 de febrer de 2001    | Socorro              | LINEAR                   |
| 316940 | 2001 CH33              | 13 de febrer de 2001   | Socorro              | LINEAR                   |
| 316941 | 2001 CY45              | 15 de febrer de 2001   | Socorro              | LINEAR                   |
| 316942 | 2001 CF49              | 1 de febrer de 2001    | Anderson Mesa        | LONEOS                   |
| 316943 | 2001 DW1               | 16 de febrer de 2001   | Kitt Peak            | Spacewatch               |
| 316944 | 2001 DQ5               | 16 de febrer de 2001   | Socorro              | LINEAR                   |
| 316945 | 2001 DF8               | 17 de febrer de 2001   | Kitt Peak            | Spacewatch               |
| 316946 | 2001 DK15              | 16 de febrer de 2001   | Socorro              | LINEAR                   |
| 316947 | 2001 DN15              | 16 de febrer de 2001   | Socorro              | LINEAR                   |
| 316948 | 2001 DP15              | 16 de febrer de 2001   | Socorro              | LINEAR                   |
| 316949 | 2001 DW20              | 16 de febrer de 2001   | Socorro              | LINEAR                   |
| 316950 | 2001 DT34              | 3 de gener de 2001     | Socorro              | LINEAR                   |
| 316951 | 2001 DB48              | 19 de febrer de 2001   | Nogales              | Tenagra II               |
| 316952 | 2001 DS60              | 19 de febrer de 2001   | Socorro              | LINEAR                   |
| 316953 | 2001 DX80              | 22 de febrer de 2001   | Nogales              | Tenagra II               |
| 316954 | 2001 DS81              | 21 de febrer de 2001   | Kitt Peak            | Spacewatch               |
| 316955 | 2001 DH87              | 27 de febrer de 2001   | Kitt Peak            | Spacewatch               |
| 316956 | 2001 DK90              | 22 de febrer de 2001   | Kitt Peak            | Spacewatch               |
| 316957 | 2001 EN22              | 15 de març de 2001     | Kitt Peak            | Spacewatch               |
| 316958 | 2001 FG1               | 18 de març de 2001     | Junk Bond            | D. Healy                 |
| 316959 | 2001 FA20              | 19 de març de 2001     | Anderson Mesa        | LONEOS                   |
| 316960 | 2001 FU27              | 18 de març de 2001     | Socorro              | LINEAR                   |
| 316961 | 2001 FM30              | 21 de març de 2001     | Haleakala            | NEAT                     |
| 316962 | 2001 FY56              | 21 de març de 2001     | Anderson Mesa        | LONEOS                   |
| 316963 | 2001 FD57              | 24 de febrer de 2001   | Haleakala            | NEAT                     |
| 316964 | 2001 FD71              | 19 de març de 2001     | Socorro              | LINEAR                   |
| 316965 | 2001 FE71              | 19 de març de 2001     | Socorro              | LINEAR                   |
| 316966 | 2001 FY73              | 19 de març de 2001     | Socorro              | LINEAR                   |
| 316967 | 2001 FZ80              | 23 de març de 2001     | Socorro              | LINEAR                   |
| 316968 | 2001 FR81              | 23 de març de 2001     | Socorro              | LINEAR                   |
| 316969 | 2001 FQ83              | 26 de març de 2001     | Kitt Peak            | Spacewatch               |
| 316970 | 2001 FT120             | 26 de març de 2001     | Socorro              | LINEAR                   |
| 316971 | 2001 FL130             | 29 de març de 2001     | Socorro              | LINEAR                   |
| 316972 | 2001 FV131             | 20 de març de 2001     | Haleakala            | NEAT                     |
| 316973 | 2001 FV140             | 22 de març de 2001     | Kitt Peak            | Spacewatch               |
| 316974 | 2001 FP147             | 24 de març de 2001     | Anderson Mesa        | LONEOS                   |
| 316975 | 2001 FF154             | 22 de març de 2001     | Cima Ekar            | Cima Ekar                |
| 316976 | 2001 FH159             | 29 de març de 2001     | Anderson Mesa        | LONEOS                   |
| 316977 | 2001 FV159             | 29 de març de 2001     | Anderson Mesa        | LONEOS                   |
| 316978 | 2001 FY180             | 20 de març de 2001     | Anderson Mesa        | LONEOS                   |
| 316979 | 2001 FK184             | 26 de març de 2001     | Kitt Peak            | M. W. Buie               |
| 316980 | 2001 GV3               | 15 d'abril de 2001     | Socorro              | LINEAR                   |
| 316981 | 2001 GW11              | 15 d'abril de 2001     | Socorro              | LINEAR                   |
| 316982 | 2001 HS13              | 21 d'abril de 2001     | Socorro              | LINEAR                   |
| 316983 | 2001 HD57              | 25 d'abril de 2001     | Anderson Mesa        | LONEOS                   |
| 316984 | 2001 JC                | 2 de maig de 2001      | Socorro              | LINEAR                   |
| 316985 | 2001 KV63              | 20 de maig de 2001     | Haleakala            | NEAT                     |
| 316986 | 2001 LJ                | 12 de juny de 2001     | Kitt Peak            | Spacewatch               |
| 316987 | 2001 LU                | 12 de juny de 2001     | Kitt Peak            | Spacewatch               |
| 316988 | 2001 MN26              | 15 de juny de 2001     | Socorro              | LINEAR                   |
| 316989 | 2001 NL5               | 13 de juliol de 2001   | Palomar              | NEAT                     |
| 316990 | 2001 NB11              | 14 de juliol de 2001   | Haleakala            | NEAT                     |
| 316991 | 2001 OJ11              | 17 de juliol de 2001   | Palomar              | NEAT                     |
| 316992 | 2001 OP19              | 18 de juliol de 2001   | Palomar              | NEAT                     |
| 316993 | 2001 OQ63              | 22 de juliol de 2001   | Palomar              | NEAT                     |
| 316994 | 2001 OB93              | 24 de juliol de 2001   | Palomar              | NEAT                     |
| 316995 | 2001 OD111             | 20 de juliol de 2001   | Palomar              | NEAT                     |
| 316996 | 2001 OK111             | 25 de juliol de 2001   | Haleakala            | NEAT                     |
| 316997 | 2001 OS111             | 27 de juliol de 2001   | Anderson Mesa        | LONEOS                   |
| 316998 | 2001 PZ18              | 10 d'agost de 2001     | Palomar              | NEAT                     |
| 316999 | 2001 PR21              | 10 d'agost de 2001     | Haleakala            | NEAT                     |
| 317000 | 2001 PY28              | 13 d'agost de 2001     | San Marcello         | A. Boattini, M. Tombelli |